# Matériaux utilisés pour faire de la musique

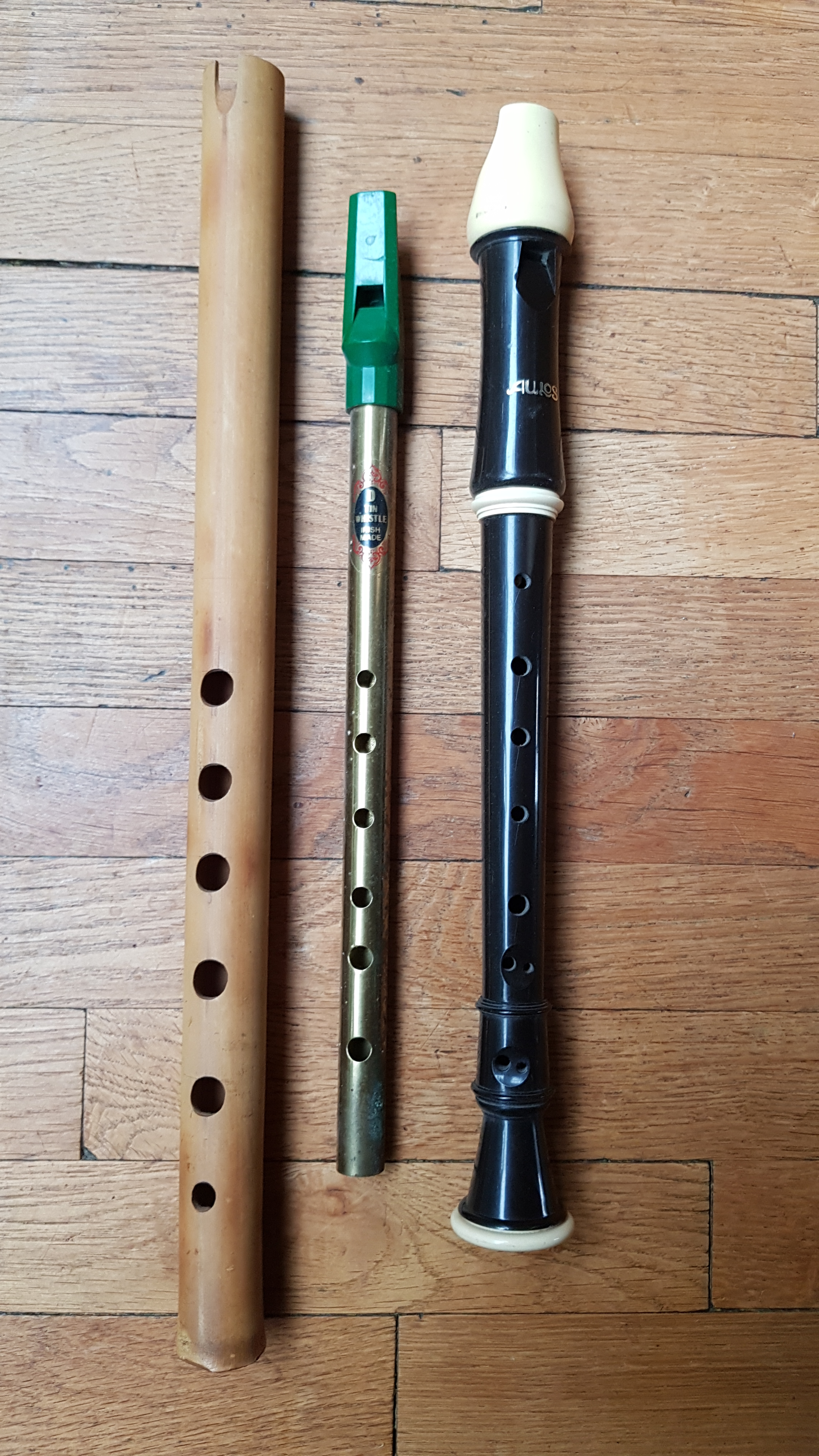
Quena, pipeau et flûte à bec en divers matériaux : tiges de plantes, métaux et plastiques.

Les matériaux utilisés pour faire de la musique sont extrêmement variés. Sans parler du corps humain (utilisation de la bouche, de la voix, des mains, des pieds…) les matériaux peuvent être d'origines végétales, animales, minérales, métalliques, plastiques…

## Introduction

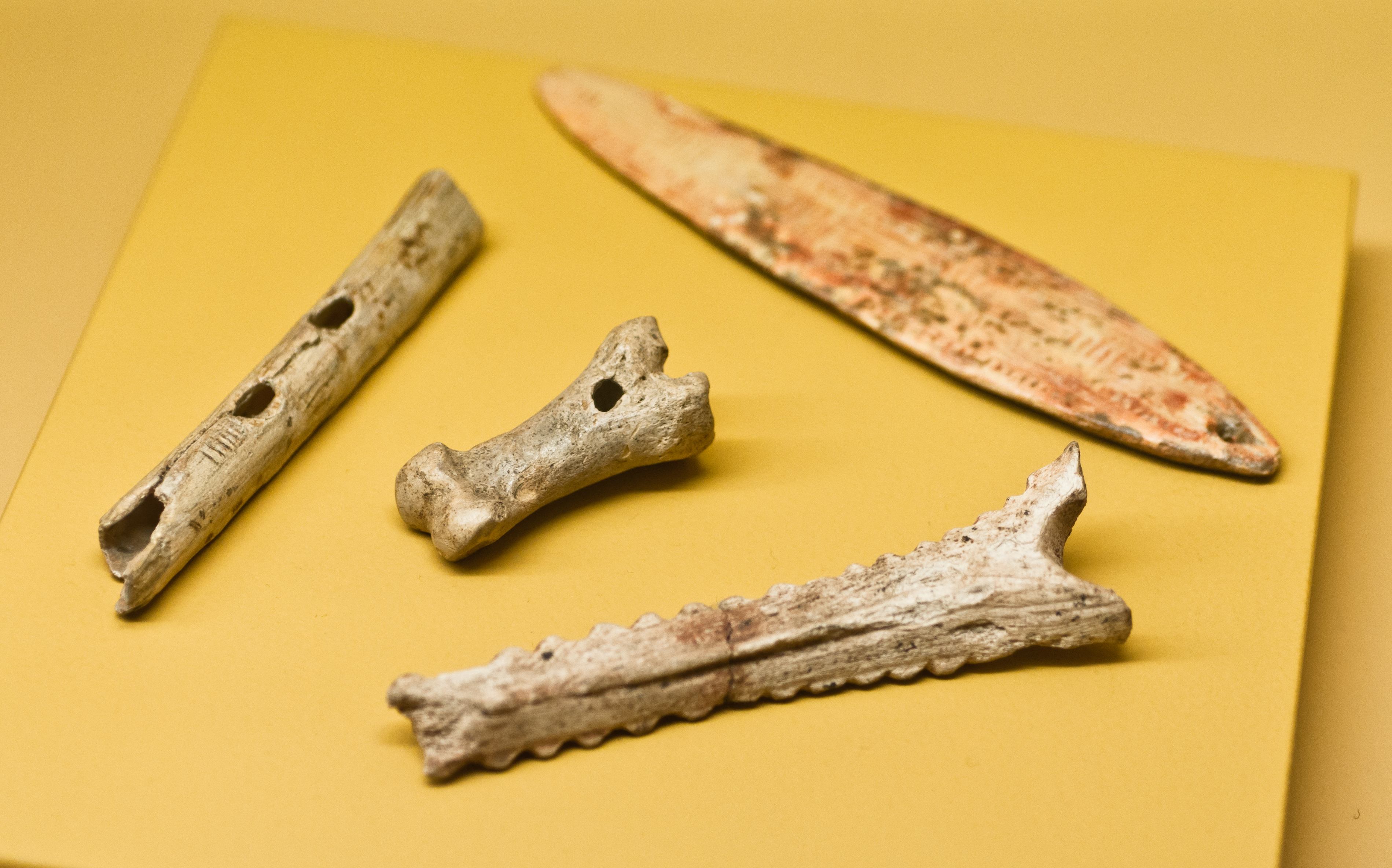
Instruments préhistoriques : flûte et sifflet en os, rhombe et racleur en bois de renne.

Historiquement, les divers organes des végétaux (dont les tiges, le bois, les fruits…), les animaux (dont les os les coquillages, les cornes, les peaux, l'ivoire, les boyaux…), certains minéraux, puis, plus tard, différents métaux, les plastiques et récemment les composants utilisés pour synthétiser de la musique grâce à l'informatique, ont servi à faire toutes sortes d'instruments de musique.

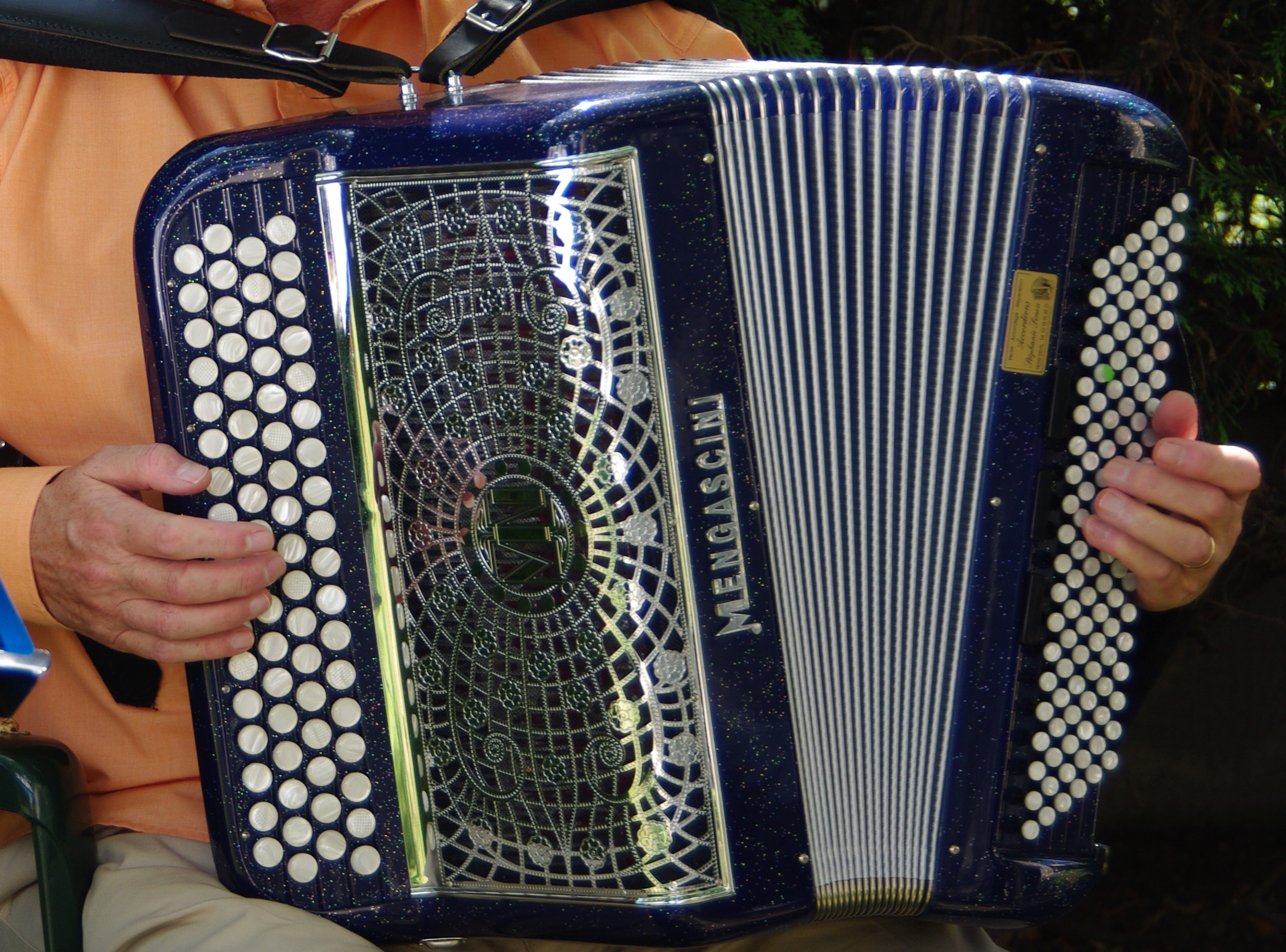
Accordéon chromatique réalisé à partir de dix matériaux différents.

Les instruments anciens étaient réalisées avec un seul ou quelques matériaux assemblés. Des cailloux pour frapper, des os ou des tiges pour des flûtes, du bois pour des arcs musicaux et des rhombes… Par la suite, les assemblages sont devenus de plus en plus complexes. Par exemple, les accordéons nécessitent pour leur fabrication de très nombreux matériaux : les deux caisses sont généralement en bois peint ou recouvert de celluloïd, le soufflet en carton et en peaux, les sommiers en bois ou en aluminium, les anches en acier fixées sur de l'aluminium ou du duralium, les touches en plastique parfois recouvertes de nacre.
Les noms des familles d'instruments peuvent être trompeurs : la famille des bois comprend aussi de nombreux instruments en métal (flûtes en maillechort, lamelles des harmonicas) ou en plastique (pipeaux) et la famille des cuivres comprend aussi des instruments en bois (cor des Alpes en épicéa, didjeridoo en eucalyptus). En effet, c'est la manière de produire les vibrations qui détermine le classement des instruments dans ces familles. Pour les cuivres, le son provient de la vibration des lèvres ; pour les instruments de la famille des bois le son provient de la vibration engendrée par le souffle arrivant sur un angle ou par la vibration d'une anche libre. En outre, pour de nombreux instruments tels que les bois, les cuivres ainsi que les cordes, la justesse du son n'est pas liée à la matière de l'instrument mais surtout à sa longueur et à sa forme. Pour les cordes, la tension joue aussi un rôle prépondérant. Les sons produits par les idiophones proviennent des vibrations des matériaux durs percutés : bois (xylophone, castagnettes...), métaux (métallophone, vibraphone, glockenspiel)…minéraux, plastiques...Enfin pour de nombreux instruments les sons produits sont amplifiés par des résonateurs, différents types de caisses de résonance et des amplificateurs.

## Végétaux

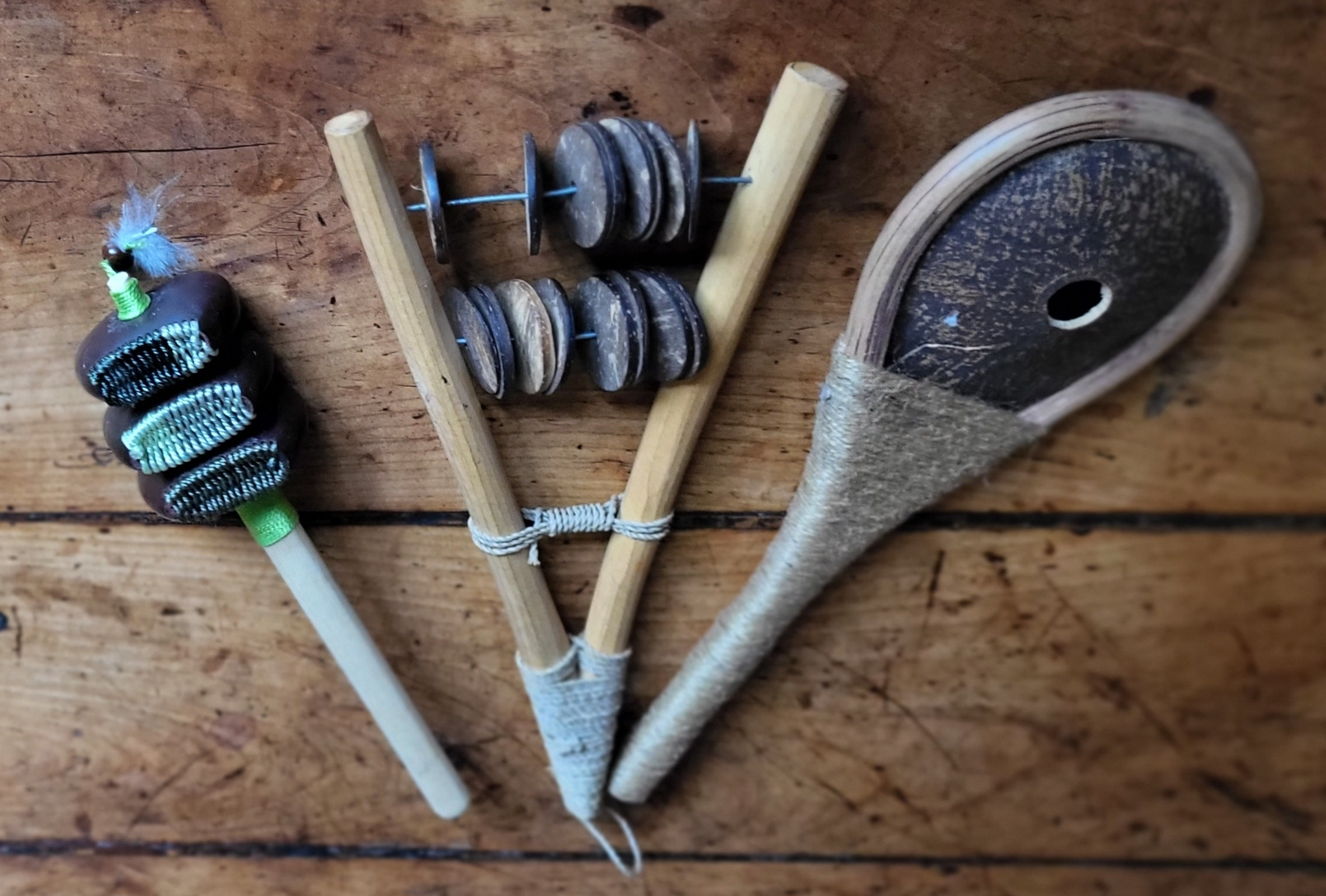
Différents types de hochets fabriqués à partir de végétaux : bois, tiges, fibres, graines.

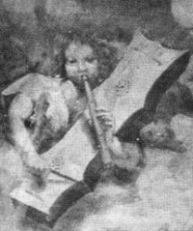
Tambourin à cordes, ou tom-tom, ou ttun-tunn, fabriqué presque exclusivement avec des végétaux.

L'utilisation de plantes pour émettre des sons ou fabriquer des instruments capables de produire des sons variés est très ancienne et présente dans toutes les civilisations.
Elle va d'instruments très simples faits avec un brin d'herbe, une pelure d'oignon, des légumes, ou un morceau de bois entaillé, jusqu'à des instruments de haute qualité fabriqués avec des bois rares tels que le pernambouc utilisé pour les archets des instruments à cordes frottées, ainsi que d'autres bois anciens voire précieux, éventuellement collés, enduits, ou traités avec des substances d'origine végétale.
La plupart des différentes parties des plantes ont été utilisées. Surtout le bois (xylème) pour faire des tuyaux comme pour la plupart des instruments de la famille des bois : le cornet à bouquin, le serpent, la clarinette et le hautbois, le cor anglais ainsi que  le basson, fait en érable ou en palissandre. Le bois sert à fabriquer différents instruments à percussion comme les castagnettes...Le bois sert aussi à fabriquer des manches ou des caisses de résonance comme pour les teponaztlis avec un tronc d'arbre évidé et fendu sur sa longueur qui était joué par les Mexicas et les Mayas. Mais aussi le liège (phloème) pour faire des isolants, les tiges fibreuses pour faire des liens, les fruits creux et durs comme pour les calebasses, certaines feuilles (vibrantes) et des graines sculptées mais surtout les tiges creuses pour faire de nombreux modèles de flûtes, des chalumeaux, des shengs (ou orgues à bouche).
Les plantes utilisées appartiennent à de très nombreux genres et espèces végétales que l'on peut aussi classer selon la manière de produire les sons : instruments à vent, à cordes, à percussion, autres.

### Le bois

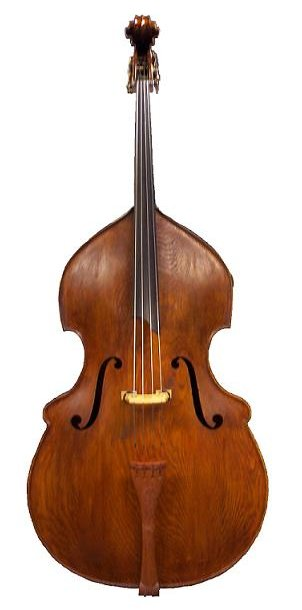
Contrebasse fabriquée avec de l'érable sycomore et de l'épicéa.

Les principales qualités recherchées sont la dureté, la conservation, la résonance acoustique, l'aptitude à la sculpture (non fendillement), l'aspect esthétique, la couleur… Certaines espèces sont plus particulièrement utilisées telles que différentes espèces du genre Dalbergia comme l'ébène, le bois de rose ou palissandre, le grenadille du Mozambique (Dalbergia melanoxylon), le bois de fer (Gaïac) très dur parfois remplacé par Xanthocercis madagascariensis. D'autres bois sont recherchés pour certaines utilisations comme l'épicéa (Picéa), l'acajou, l'amourette (Brosimum guianense) et certains fruitiers de la famille des Rosaceae du genre Prunus, tels que le cerisier et le prunier, le poirier (Pyrus), mais aussi l'olivier (Olea europaea), le buis (Buxus), le hêtre (Fagus), le tilleul (Tilla) et l'érable (Acer pseudoplatanus) qui est le plus courant dans la facture semi-industrielle. Bien d'autres essences peuvent être utilisées telles que le sorbier et l'alisier (Sorbus), le pommier (Malus), le néflier du Japon ou bibacier (Rhaphiolepis loquata) pour le pipa, l'orme (Ulmus), le cèdre (Cedrus), le noyer (Juglans) ou le bouleau (Betula) (pour le kobyz), l'abricotier (Prunus armeniaca), (pour l'oud qui signifie « bois » dans de nombreux pays arabes) et le duduk arménien, le pêcher (Prunus persica), le houx (Ilex aquifolium), le teck (Tectona grandis), l' acacia, le jacquier (Artocarpus heterophyllus) et le mûrier (Morus) pour le corps de résonance et la table d’harmonies du târ dans plusieurs pays du Moyen-Orient, du tanbur, du rubab en Afghanistan, ou du dutar au Turkménistan et aussi l'oranger (Citrus sinensis) pour le santûr d’Irak. Le bois de peuplier (Populus) peut servir à faire les machettes, instrument proche du ukulélé, au Portugal.

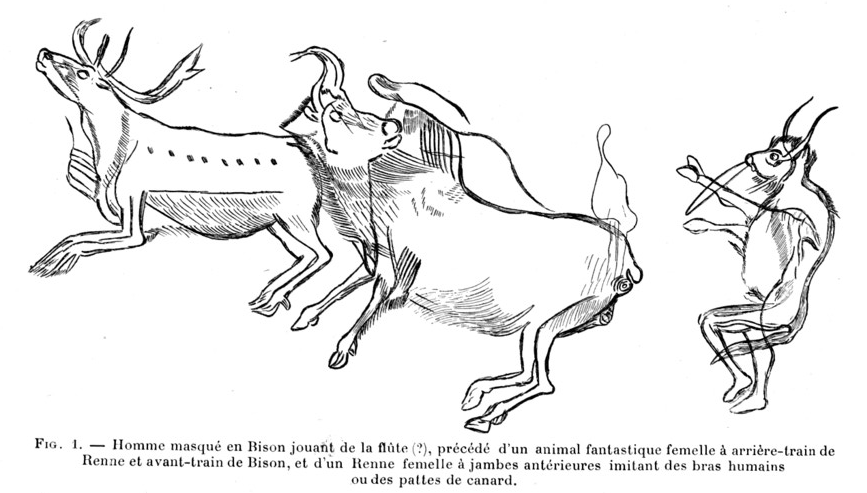
Le sorcier dansant de la grotte ornée des Trois-Frères semble jouer d'un arc-en-bouche.

Les arcs musicaux fabriqués avec une simple branche d'arbre et des fibres végétales (sont parmi les instruments de musique les plus anciens. Les hommes préhistoriques en jouaient et de nombreuses peuplades d'Afrique en jouent encore en particulier en Eswatini. Certains, comme les berimbaus sont joués au Brésil ; ils sont fabriqués avec du beriba ou rollinier (Annona mucosa), arbre dur de la famille des Annonacées. Dans le cas du Kpaniglo, instrument à trois cordes joué par les Baoulés, la caisse est en fromager (Ceiba pentandra).

Les qualités sonores sont particulièrement importantes et dépendent de l'espèce végétale, de la dureté du bois et de son élasticité, mais aussi de son vieillissement, de sa préparation, des vernis et des colles utilisés. 

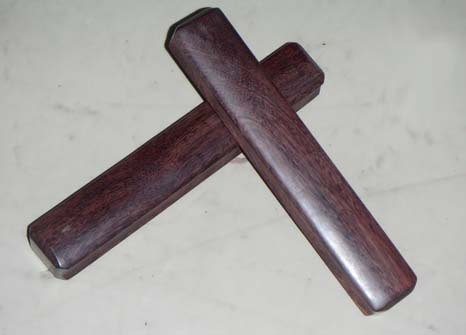
Paire de claves en bois très durs.

Pour la table d'harmonie des violons, l'épicéa « de résonance » est préféré par les luthiers, pour le dos, le bois «ondé» de l'érable sycomore possède des caractéristiques esthétiques mais aussi mécaniques et acoustiques plus intéressantes. De très nombreux instruments de musique sont surtout en bois des différentes espèces citées précédemment : flûtes à bec, chalemies, zurnas, hautbois, bassons, caisses de résonances des instruments à cordes tels que les différents types de cithares, de cymbalums, de dulcimers, de santours et le paulownia utilisé pour le koto. Dans le cas de l'ajaeng, sorte de cithare jouée en Corée, c'est le bois de paulownia qui est utilisé.

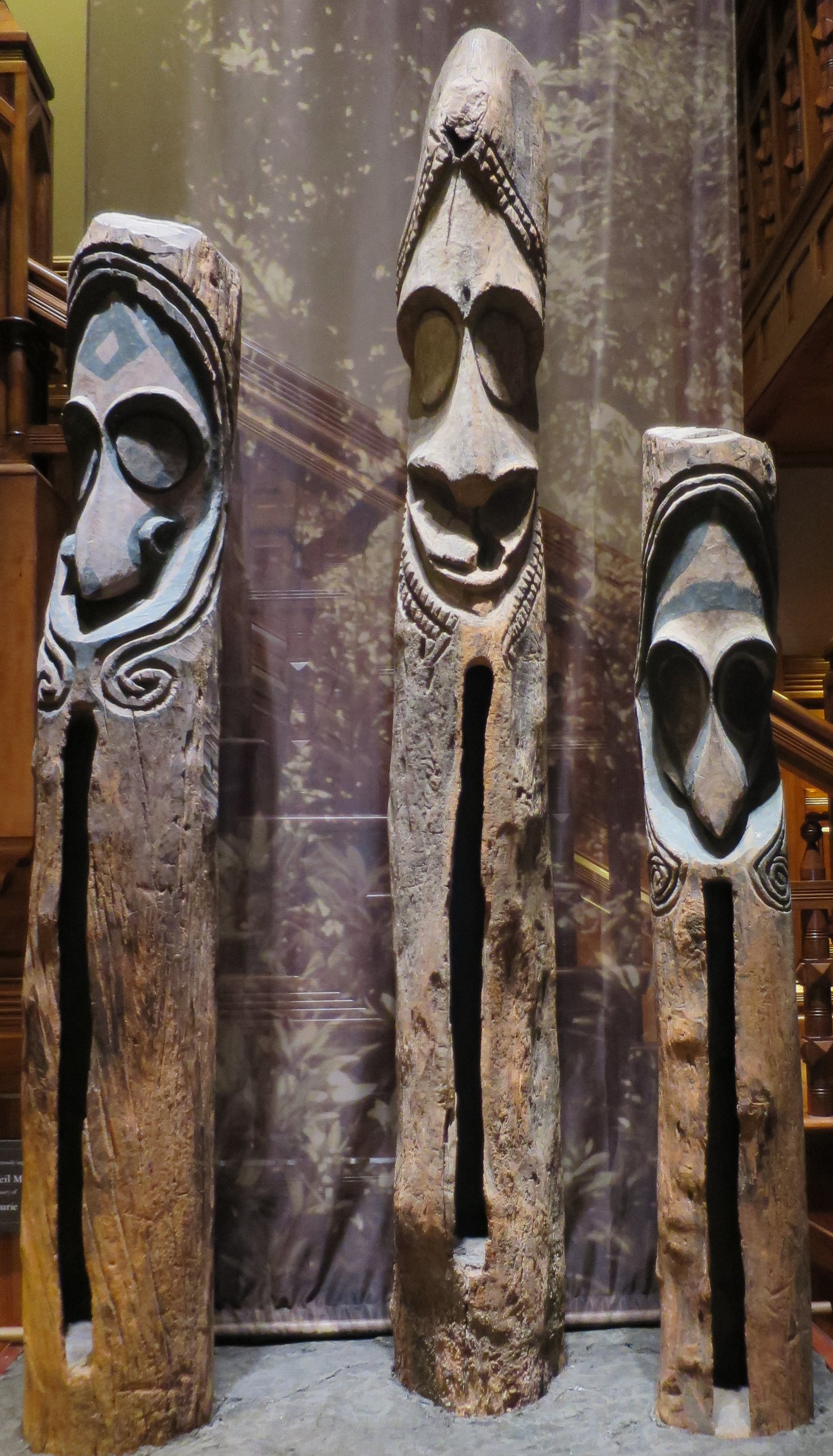
Tambours à fente de Vanuatu sculptés dans des « arbres à pain ».

Pour les caisses de tambours des bois divers sont utilisés pour les tablas, les congas de différentes tailles, les bongos, les quintos, les tumbas à Cuba et les cajons (caisses parallélépipédiques sur lesquelles le joueur s'assoit) au Pérou. Pour l'atabaque c'est en cèdre (Cedrus), en jacaranda ou en acajou (Swietenia macrophylla) que le long fût conique est fabriqué. Pour la caisse des dholaks c'est le bois de Sesham (Dalbergia sissoo) ou le manguier (Mangifera indicaqui) est utilisé. Le bendir joué par les Berbères en Afrique du Nord a un cadre en micocoulier (Celtis). Pour les tambours sur cadre tels que les dafs, les bois utilisés peuvent être le bois noir (Albizia lebbeck) ou le badamier (Terminalia catalpa) évidé et écorcé. Pour le mridangam, et les différents tambours, comme le rabana, utilisés pour les cérémonies et les danses telles que la « Magul Bera » au Sri Lanka c'est le bois dur et jaune du jacquier (Artocarpus heterophyllus) qui est utilisé. Lee bombolongs sont des tambours à fente fabriqués chez les Diolas avec un tronc de Khaya senegalensis (acajou du Sénégal). Les kongos utilisent du ngom-ngoma ou nsaga-nsanga (Ricinodendron heudelotii) pour fabriquer différents tambours. À Vanuatu, de grands tambours à fente verticaux ou horizontaux sont sculptés avec des têtes ; ils sont en arbre à pain (Artocarpus altilis) ou en kohu Intsia bijuga. Les tambours biñjun jun baparame sont faits avec le bois du rônier (Borassus flabellifer) chez les Bédiks.
Les manches de divers instruments, et les cadres et sommiers des pianos et orgues sont fabriqués avec différents bois durs. 
Les claves ou « clapi claps », les castagnettes et les cliquettes sont réalisés avec des bois très durs. À Mayotte les mkawasa sont des claves réalisées avec des branches écorcées de bois de goyavier (Psidium guajava), parfois de palétuvier (Avicennia marina). Les lames des xylophones en Afrique sont en différents bois durs comme le palissandre, le bois   de résineux ou le padouk d’Afrique (Pterocarpus soyauxii).
En Polynésie le To'ere est constitué de faux ébène Cordia subcordata.
Pour remplacer les bois devenus trop rares et chers d'autres bois de moins bonne qualité sont utilisés comme le tweneboa (Cordia platythyrsa) et le mahogany (Swietenia mahagoni) pour faire des caisses de tambours tels que les djembes. Le noyer (Juglans regia ) est utilisé pour le manche du târ dans plusieurs pays du Moyen-Orient. Enfin il est facile de réaliser un sifflet avec une petite branche de sureau (Sambucus) évidée. Le padouk (Pterocarpus) est utilisé pour les claviers des marimbas en Amérique Centrale et du Sud.

### Les tiges

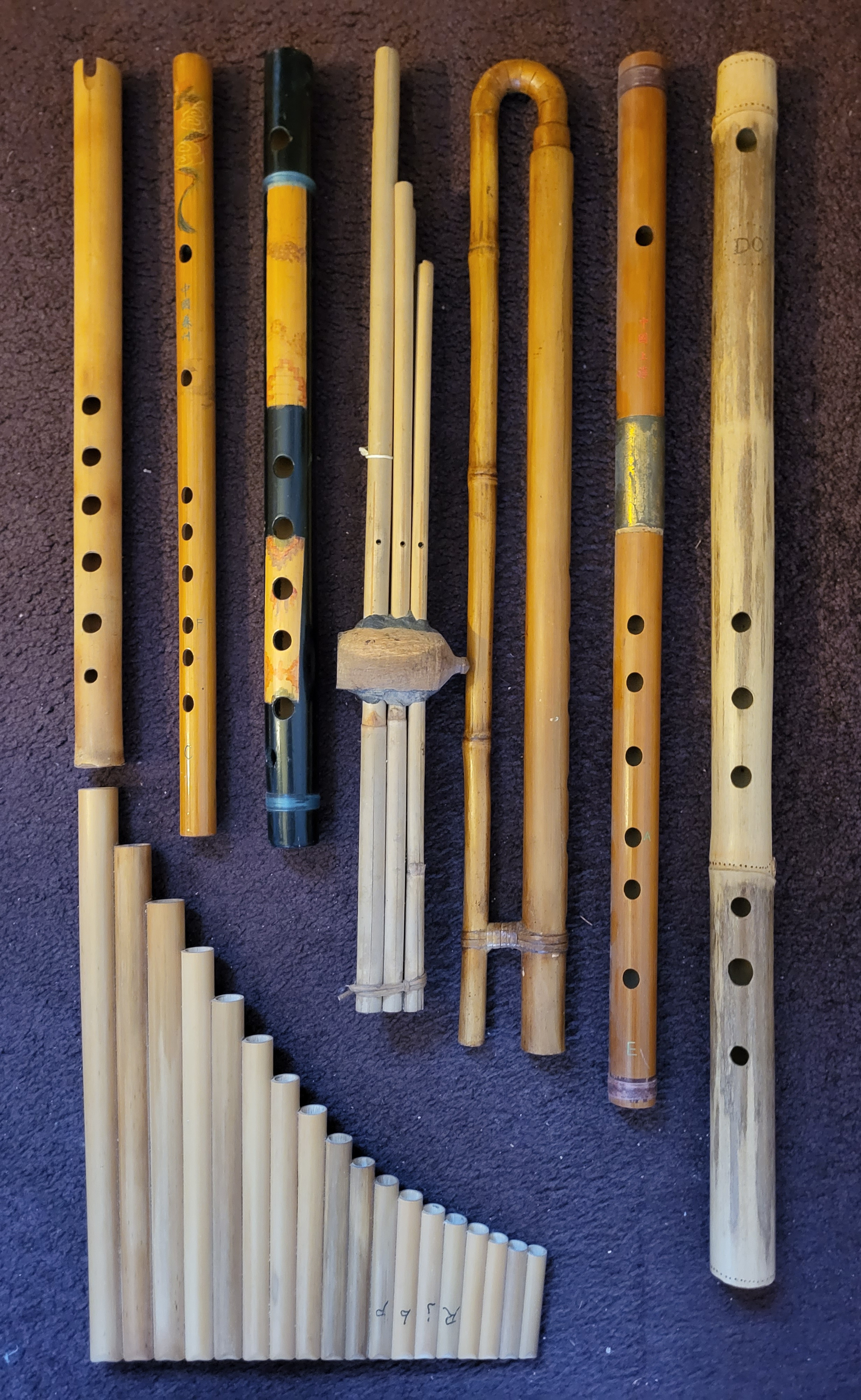
Flûtes en bambous d'origines diverses.

Le pissenlit (Taraxacum) permet de faire de la musique en soufflant dans une tige coupée et percée. Des pailles de graminées peuvent être utilisées pour fabriquer des petites flûtes de pan.
Des arcs musicaux fabriqués avec des branches faisaient partie des premiers instruments de musique de l'humanité il y a plusieurs dizaines de milliers d'années. Un syrinx à deux tons peut être fabriqué avec deux morceaux d'une tige de cardère. Le sureau convient pour les mirlitons et les kazoos. Une tige de forsythia6 pelée est utilisée pour frotter les cordes de l'ajaeng sorte de cithare jouée en Corée. Le roseau est utilisé pour le nay ou ney en Iran et en Turquie ou l'arghoul en Égypte, le kaval en Bulgarie, le sheng des pays asiatiques. Les pipeaux peuvent être fabriqués avec différentes sortes de tiges creuses telles que le sureau mais surtout les bambous utilisées pour toutes sortes de flûtes différentes selon la longueur, la manière de faire le son, les pays ; on peut citer par ordre alphabétique : atenteben au Ghana, bansuri au Bengladesh, en Inde et au Népal, bata nalawa au Sri Lanka, chi et dizi en Chine, daegeum, dangjeok, danso en Corée, donali en Iran, dongdi en Chine flûte à nez aux iles Fidji et en Inde, friscolettu en Sicile, hotchik au Japon, garau-nai en Ouzbékistan et au Tadjikistan, ji et junggeum en Corée, kagurabue au Japon, khloy au Cambodge et Khlui en Thaïlande, komabue au Japon, koncovka en slovaquie, koudi en Chine, lalove en Indonésie, flûte à nez malaise au Sarawak, minteki au Japon, moseno dans les Andes, murali au Népal, nokhan au Japon, ohe hino ehu à Hawaï, flûte à nez de Paîwan à Taîwan, palendag au Philippines, palwei à Myanmar, pinkillu au Pérou, quena ou kena dans les Andes, retyûteki au Japon, sao au Viet-nam, shakuhachi, sheng et shinibue au Japon, sogeum en Corée, suling en Nouvelle Guinée et Papouasie, flûte à nez à Tahiti, tongso en Corée, venu en Inde, wa à Myanmar, xiao et xindi en Chine, yak en Corée, yokobue au japon, yue en Chine et fujara et.

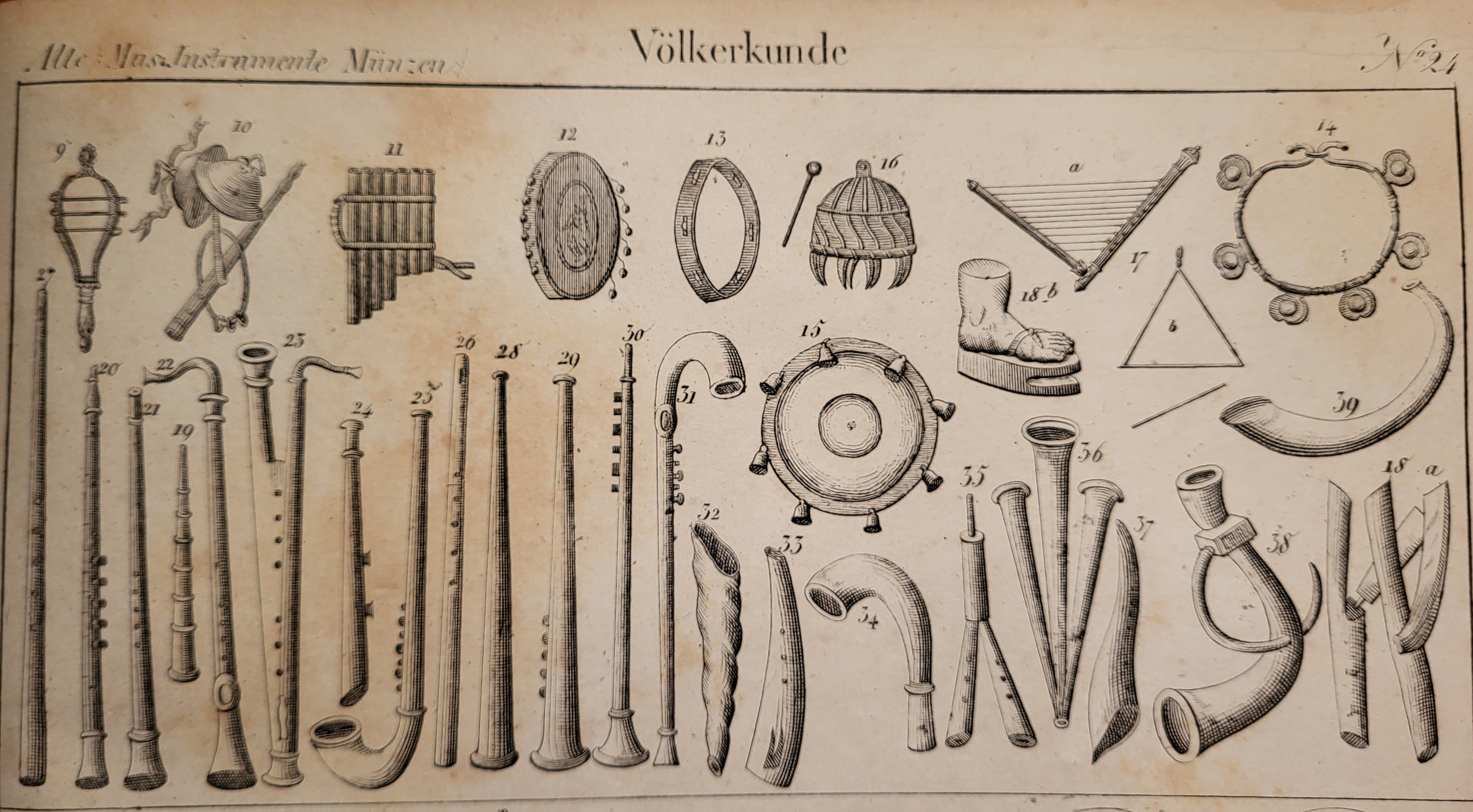
Illustration de divers instruments de musique principalement en bois (1842).

Les tiges de bambous sont également utilisées pour faire les mailloches ou les marteaux des différents instruments de musique à cordes frappées tels que les yangqins.
Pour faire certaines flûtes, dès l'Antiquité, les tiges de buis pouvaient être utilisées comme pour certains aulos ou pour l'aboès, le hautbois traditionnel du Couserans en Ariège.
Pour le bâton de pluie, certains cactus sont utilisés. En Indonésie les guimbardes traditionnelles sont en bambou. La canne de Provence (Arundo donax) est utilisée pour fabriquer les anches simples ou doubles des divers instruments à vent,. Pour le mvett, sorte de harpe, c'est le palmier raphia qui est généralement utilisé.
Les tiges de cannes à sucre (Saccharum officinarum principalement) sont utilisées pour des instruments tels que le kayamb joué dans les Mascareignes.
Des tiges d’osier sont utilisées pour fabriquer des idiophones tels que les caxixi qui sont joués lors de la capoeira.

### Les rhizomes
Pour faire des colorants utilisés en particulier mélangés à des vernis sur les instruments à cordes on utilise des rhizomes de garance (Rubia tinctorum). Selon les origines des plantes et leur mode de préparation on peut obtenir des couleurs entre le rouge et le brun plus ou moins foncé.

### Les fruits

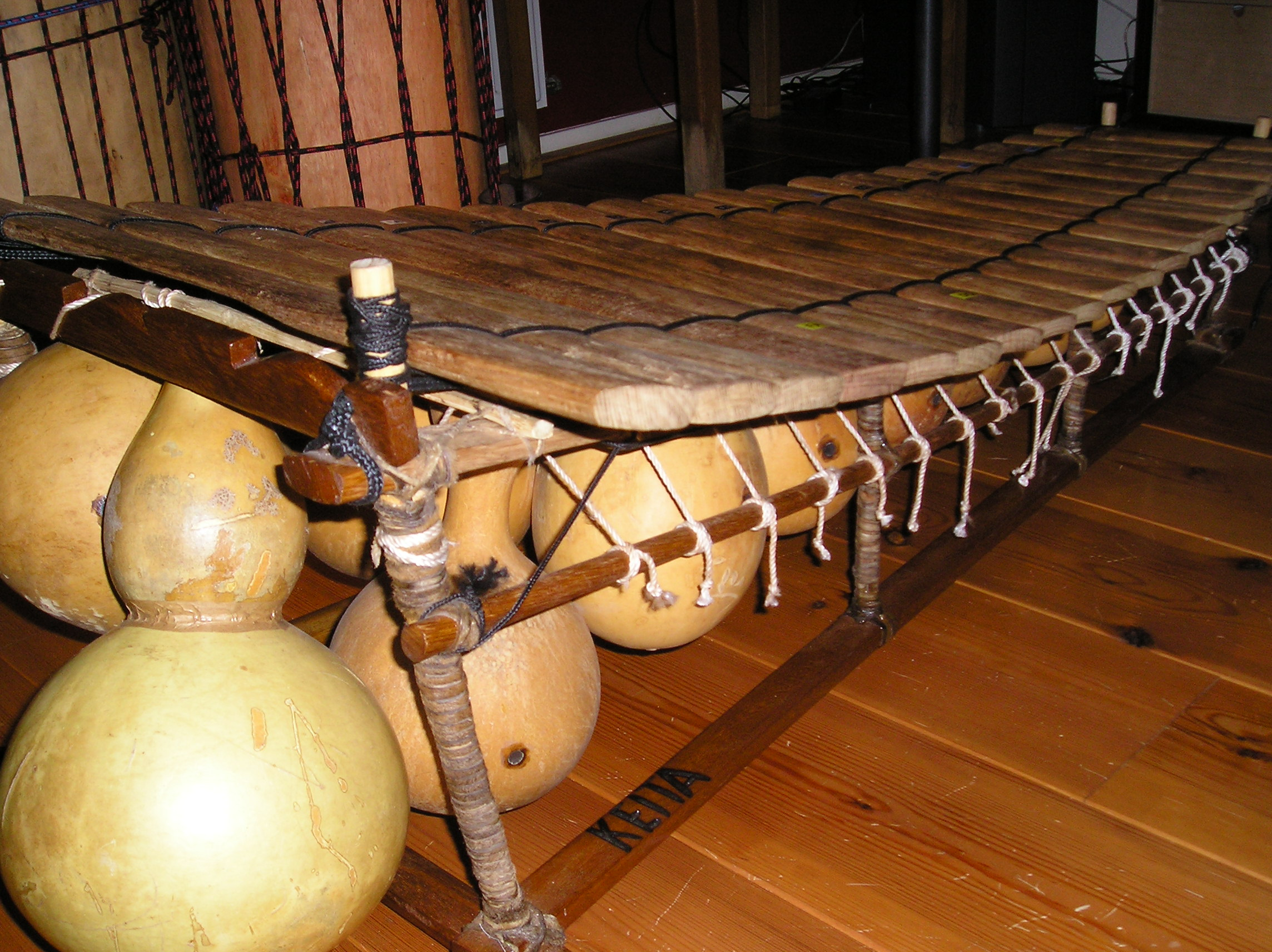
Balafon fabriqué avec des calebasses de différentes tailles.

Un sifflet avec la noisette (Corylus), dévorée de l'intérieur par le balanin en soufflant avec une paille devant le trou. De même avec la noix et le noyau d'abricot. En Côte d'Ivoire les fillettes fabriquent des sortes de hochets doubles en évidant des fruits durs et en mettant à l'intérieur des graines pour faire des Abôloumans. Les fruits d'Albizia lebbeck et de Crotalaria retusa qui agitées émettent des sons dus aux mouvement des graines dans les gousses. Les calebasses (Lagenaria siceraria ou Amphitecna latifolia)  pour faire des caisses de résonance de nombreux instruments : balafon (Mali), Kora (Mali), oporo (Kenya), güiro ou güira (Cuba et Porto Rico), le xalam / ngoni (luth), le goje (violon traditionnel), les tambûrs et les sitars en Inde. Ils servent également de résonateurs sous les lames du balafon (marimba ouest-africain) ou balangi (un type de balafon sierra-léonais). La calebasse est également utilisée dans la fabrication des instruments de musique shegureh (un hochet pour femmes sierra léonais). Parfois, les grosses calebasses sont simplement creusées, séchées et utilisées comme instruments de percussion, en particulier par les Peuls, les Songhaï, et les Haoussas. On peut citer également l’utilisation de calebasses comme Amphitecna latifolia  dans la fabrication des berimbau, maracas, churacas, sanza, sitar, oporo, tambours d'eau, entre autres.... 
Certaines courges et les noix de coco (Cocos nucifera) sont également utilisées pour faire des caisses de résonances notamment pour le erhu en Chine.
Pour faire des bruits, les enfants Toba-Pilagá font éclater les fruits de Physalis pubescens var. hygrophila (Mart.) Dunal. Lorsque ces fruits sont recouverts par le calice gonflé, ils le placent sur la paume de la main et le frappe avec l’autre main.

### Les graines

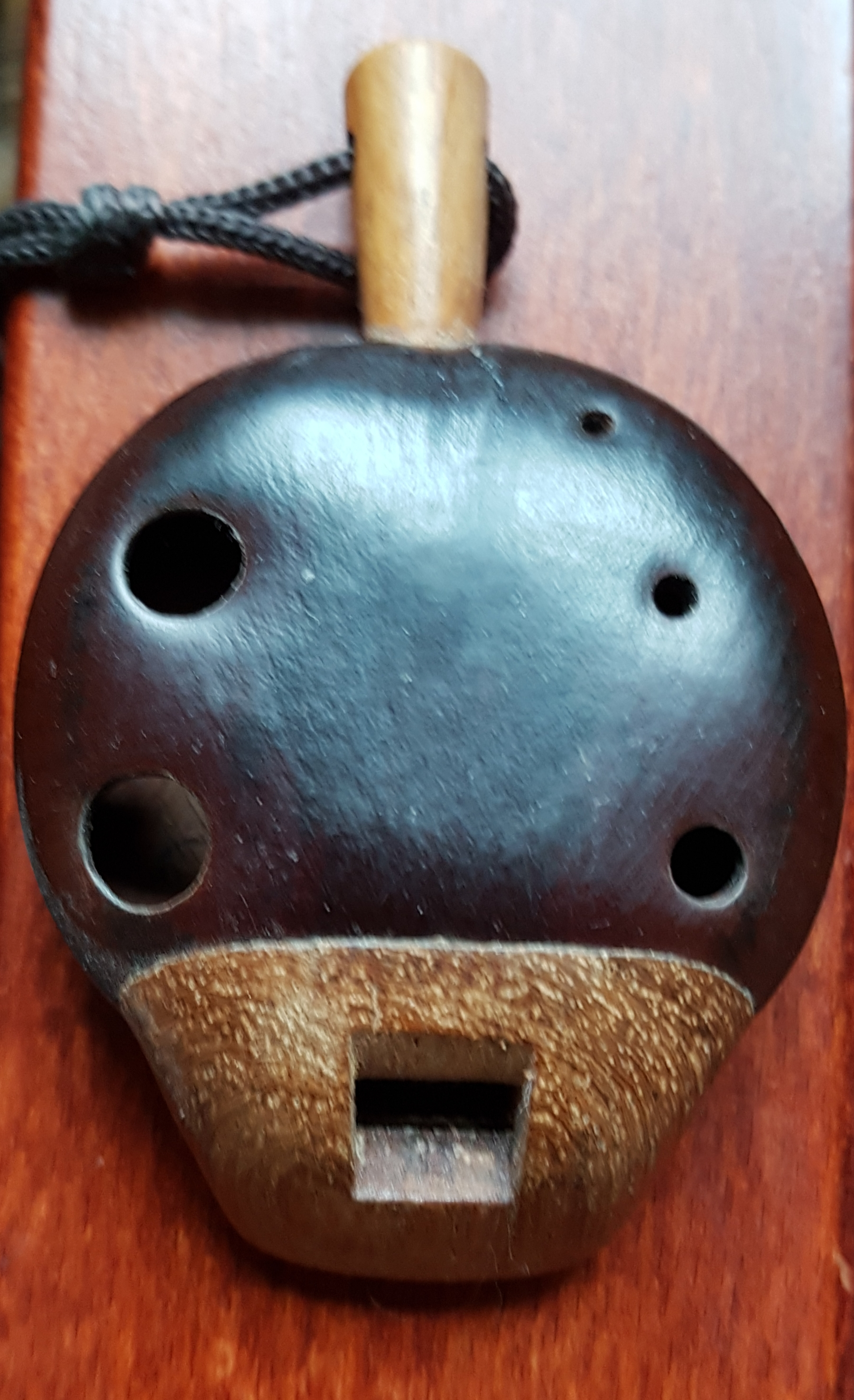
Kiokioca : ocarina fabriqué avec une graine de haricot géant.

Des appeaux étaient fabriqués avec des noyaux d'olives ou de cerises.Les graines de wawa et de pangui pour faire des maracas, AcaÏ et dattes percées pour les chékérés et les yabaras.
La graine du haricot géant pour faire un kiokioca, sorte d'ocarina.
Les graines « chacha » provenant de l'arbuste Albizia lebbeck, dénommé « langues de vieilles femmes » et de Crotalaria retusa dénommée « cascavelle jaune » qui sont utilisées dans des calebasses aux Antilles,. Les  « graines du diable » provenant de la liane Abrus precatorius placées dans les masheves qui sont des neuf à douze petits hochets en vannerie faits avec des feuilles du palmiers satra (Hyphaene coriacea) que les danseurs s'attachent aux chevilles. Les noix de coco dont la coquille sert à faire un résonateur pour le lesiba, instrument de type arc à résonance buccale à une corde liée à une plume imitant des sons d'oiseaux utilisés par les sothos au Lesotho et aussi pour l'ahoco joué par les Baoulés de Côte d'Ivoire, promu par l'artiste chanteuse ivoirienne Antoinette Konan. Les coques de noix de coco sont aussi utilisées comme caisses de ŕésonance pour les kalimba, sortes de mbira. Au Vanuatu, les coques séchées de Pangium edule servent à fabriquer des sonnailles,.

### Les feuilles
Les feuilles de diverses poacées comme le chiendent, l'ivraie, le millet, le roseau, le bambou, vibrent si elles sont tendues entre les deux pouces et que l'on souffle dans l'interstice. 0n utilise aussi les feuilles de lierre. Les tiges des feuilles de certains palmiers servent de cadre pour des arcs musicaux comme le villu joué au Kerala. Les fibres de raphia et d'Aloès sont utilisées pour lier différents instruments comme les masheve. Avec Magnolia grandiflora on peut fabriquer la « sonaille » en liant les pétioles d'une vingtaine de feuilles avec une ficelle. En laissant trainer par terre puis en secouant et agitant ce collier on produit différentes sonorités.

### Les écorces
Les écorces de saule (Salix), de frêne (Fraxinus) et de noyer (Juglans) permettent de fabriquer des tubes siffleurs éphémères au printemps Celles de cerisier (Prunus avium) servent à enrober des flûtes comme le hichiriki en Chine, Corée et au Japon. Des hautbois d'écorce étaient fabriqués en Ariège et en Haute-Garonne avec du châtaigner (Castanea), en frêne ou châtaigner en Vendée, en tilleul (Tilia) dans le comté d'Oxford ou en bouleau (Betula) en Lettonie. Et le liège issu du chêne-liège (Quercus suber) pour les joints des clarinettes.

### Les fibres

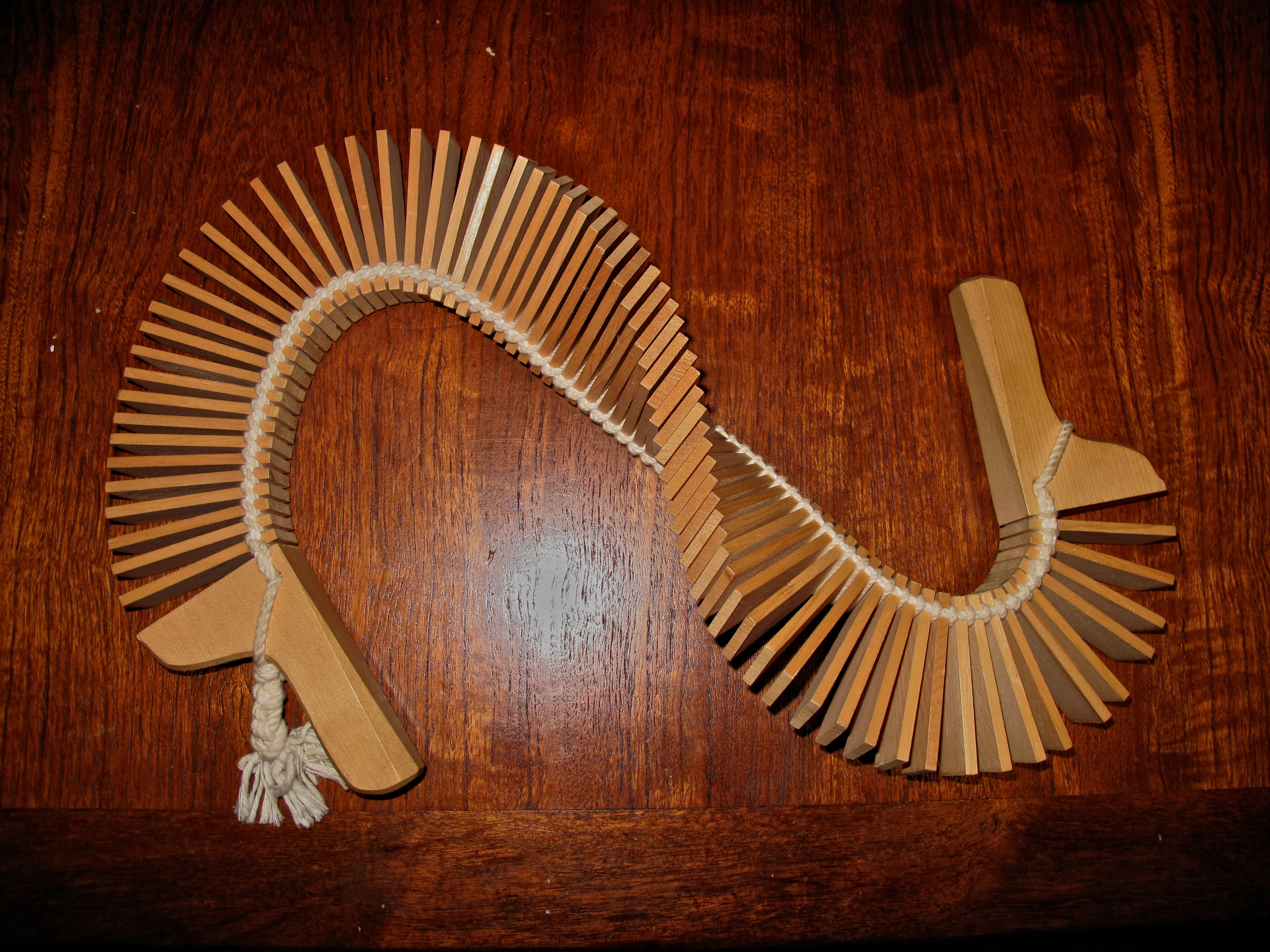
Binzasara : plaquettes de bois reliées par des fibres de coton tressées.

Les fibres de plantes telles que le coton (Gossypium), notamment pour le binzasara composé de nombreux morceaux de bois liés par des cordons en coton, le chanvre (Cannabis sativa) pour faire des cordes, comme pour certains tambours et tambourins, et les différents rotins élaborés à partir de Daemonorops et de Calamus pour faire différents types de cordes pour des arcs musicaux et de liens, comme pour l’angklung qui est un instrument de musique indonésien composé de deux à quatre tubes de bambou attachés avec des cordes en rotin. Le raphia pour lier des tiges de bambous comme pour l'adjalin, instrument à cordes pincées du Bénin. Les fibres de vacoa sont utilisées pour faire des bourses pour des arcs musicaux comme le bobre en Afrique et à La Réunion.
Enfin le carton étant fabriqué à partir de diverses fibres végétales (coton, lin, chanvre,...) est utilisé dans divers instruments de musique et notamment pour les bigophones.

### Les pelures

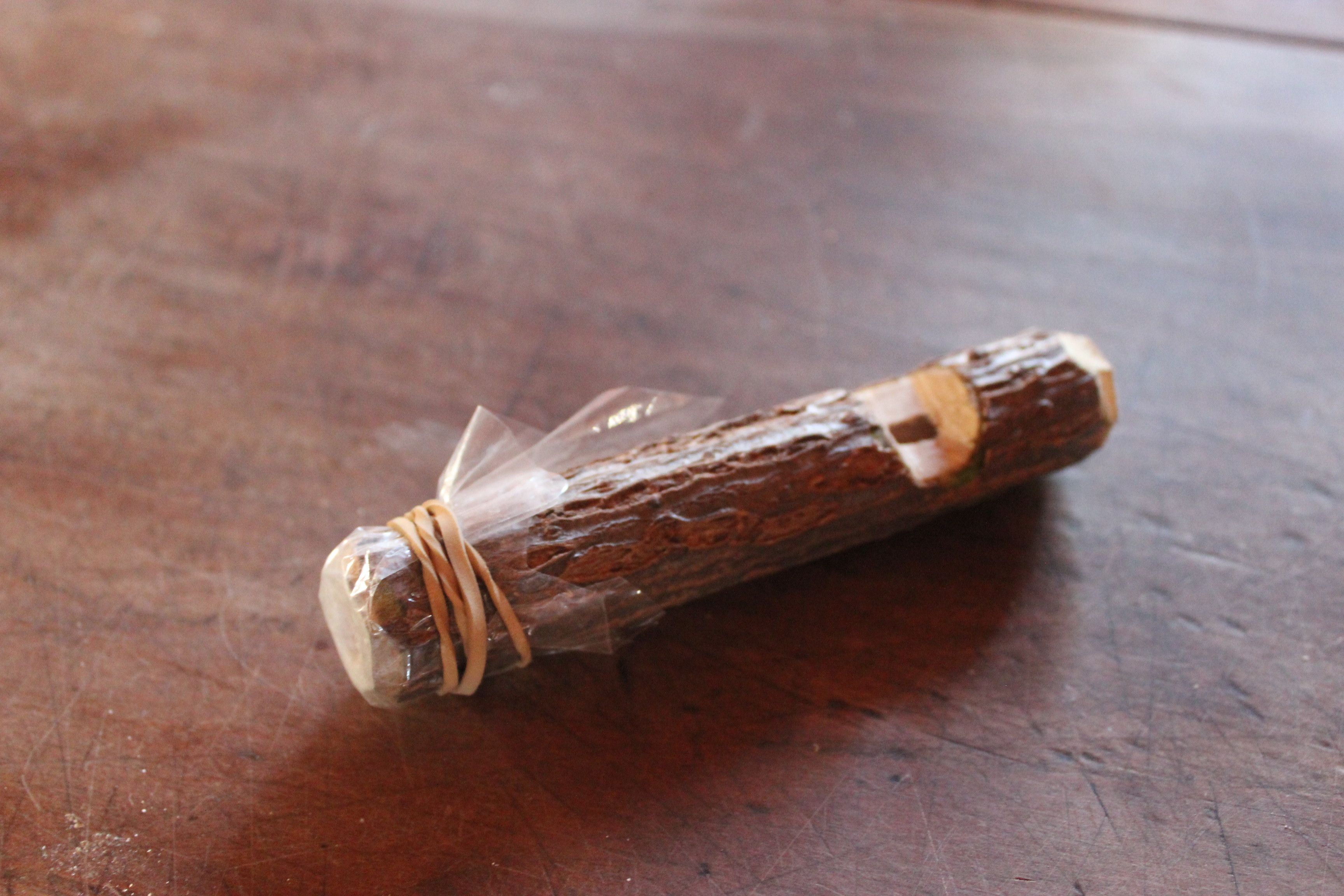
Kazoo en sureau.

La pelure d'oignon (Allium cepa) provenant de la tunique des bulbes utilisée pour les mirlitons ou le kazoo.

### Les résines
La résine pour faire des enduits : la colophane et la poix, obtenues à partir de résineux du genre Pinus (Pinaceae), utilisées en particulier pour les archets d'instruments de musique à cordes frottées. La térébenthine extraite également des pins pour des peintures diverses et pour la fabrication de la popote utilisée pour l'entretien de nombreux instruments de musique à cordes. Le dammar, résine naturelle utilisé pour faire des vernis utilisés sur des instruments de musique extraite à partir d'arbres poussant en Indonésie tels que Shorea et Hopea (Diptérocarpaceae). Le « mastic en larme » issu du pistachier lentisque (Anacardiaceae) pour la confection de vernis souples et brillants. Le copal, vernis réalisé à partir de résines d'arbres tels que Protium copal (Burseraceae) en Amérique centrale et Hymenaea verrucosa  (Fabaceae).

### Les huiles
L'huile de lin (Linum usitatissimum) et l'huile de noix pour les vernis des violons.

### La farine
La farine de certaines céréales produite à partir de grains, qui mélangée à du fer pour faire une pâte, nommée « suru » sert à faire une pastille noire, la « shyahi », des tablas…

## Les champignons
Afin d'améliorer la sonorité du bois d'épicéa des caisses de résonance des instruments à cordes, on favorise l'attaque par Physisporinus vitreus, le polypore vitreux, un champignon qui forme une pourriture blanche. Pour les tables d'harmonie on utilise le Acer pseudoplatanus, le sycomore, traité par Xylaria longipes, le xylaire à long pied.

## Animaux

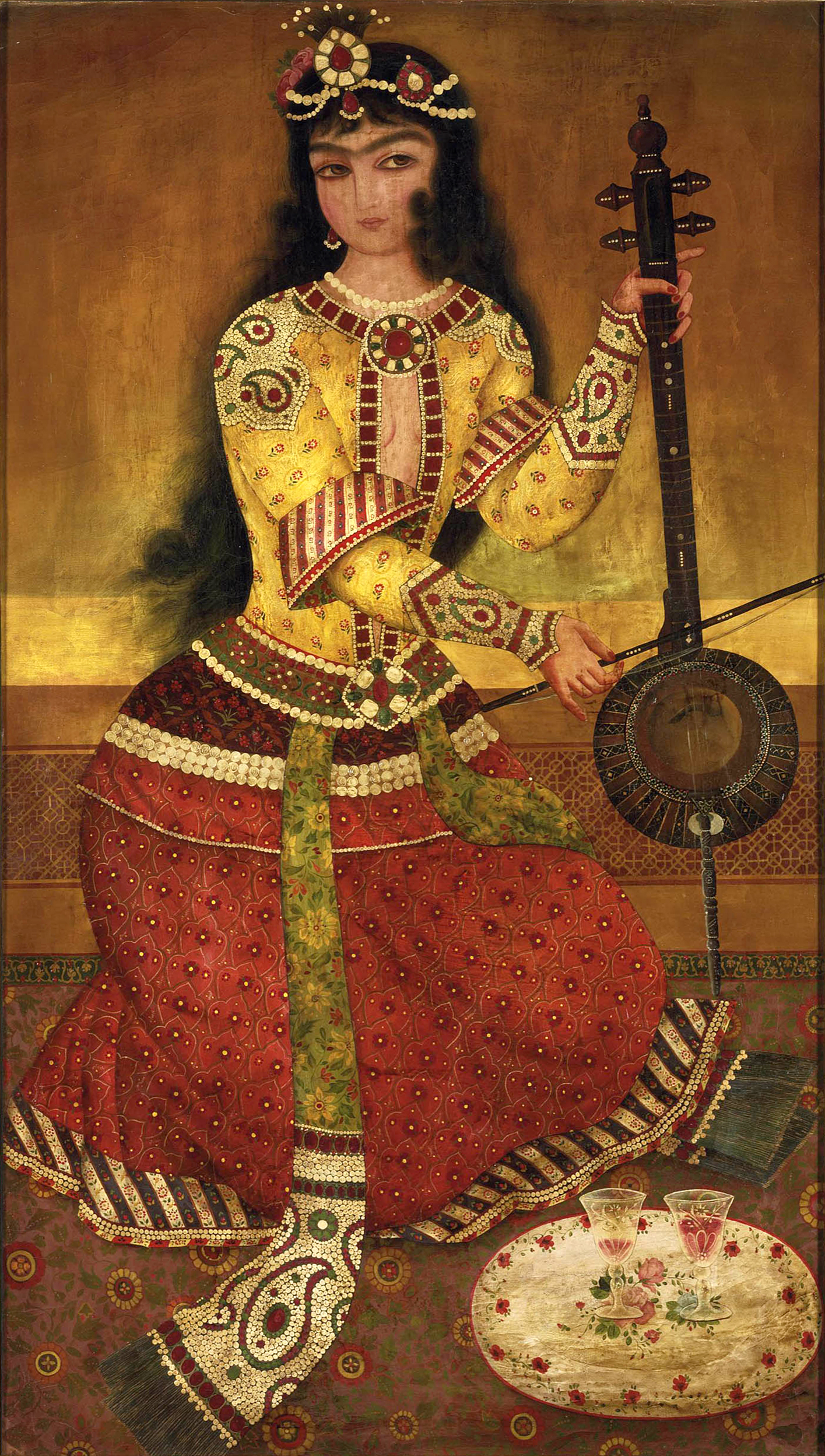
Joueuse du Kamânche (Iran, 1800-1825) dont certaines cordes sont en soie naturelle.

### Les os
Les plus anciens instruments de musique attestés sont des flûtes à encoches en os à embouchure de type quena. Une flûte aurignacienne en tibia de vautour (famille des Accipitridés) de plus de 35 000 ans a été trouvée dans le sud-ouest de l'Allemagne. Dans la mesure où ces flûtes sont déjà techniquement évoluées et si on se base sur la prise en main complexe des quenas modernes, elles impliquent très certainement un savoir-faire musical bien antérieur. Dans différents lieux des morceaux de flûtes en os ont été trouvés sur des sites du Paléolithique supérieur et du Néolithique, flûtes en os de cygnes (Cygnus), et d'autres oiseaux ainsi que des flûtes de Pan. Des crânes humains (Homo) étaient utilisés comme instruments à percussion. Des sifflets pour flûtes étaient fabriqués dans des phalanges de rennes (Rangifer taranduss). Aujourd'hui c'est encore un os d'aile d'aigle (Accipitridés) qui est utilisé pour le cığırtma, sorte de flûte turque.
Des os sculptés étaient utilisés pour fabriquer des touches de pianos ou les sillets des instruments à corde. Les chevalets des Yangqins sont souvent en os.
Des racloirs en os étaient utilisés pour produire des sons. Au Pérou et au Mexique, le quijada est une mâchoire d'âne (Equus asinus) que l'on gratte ou que l'on frappe. Les plectres utilisé pour le tär peuvent être en os.

### Les cornes
Les cornes provenant de divers animaux ont servi et servent encore à faire de nombreux instruments à vent ainsi que divers accessoires. Les chophar sont en cornes de bélier (Ovis aries) ou de grand koudou (Tragelaphus strepsiceros). L'oporo avec une corne d'antilope (famille des Antilopidae) enchâssée dans une calebasse au Kenya. L'alboka basque réalisé avec deux cornes différentes pour l'embouchure et le pavillon. Pour le birbynė lituanien, le pavillon est réalisé avec une corne de vache (Bos taurus).

### Les peaux
Les peaux de chèvre (Capra hircus) pour les tambours tels que le davul ou tapan joués en Europe orientale et au Moyen-Orient, ainsi que pour les tambourins. Pour les nombreux tambours utilisés au Sri Lanka notamment pour le « Magul Bera » , les peaux de chèvres permettent d'obtenir des sons plus aigus que les peaux de vache placées sur la deuxième face qui produisent un son plus mat. Les peaux de chèvres sont aussi principalement utilisées pour les binioù kozh bretons et les cornemuses écossaises avec leurs nombreuses variantes en peaux de chien (Canis lupus familiaris), de vache (Bos taurus), de mouton (Ovis aries) ou de dromadaire (Camelus dromedarius) pour les guembris au Maroc et les tablas en Inde et au Pakistan, de singe macaque (Macaca sp.) autrefois pour les petits tambours au Sri Lanka, de cochon (Sus domesticus) ou de castor (Castor fiber) ou (Castor canadensis) pour le banjo, cuir pour couvrir les serpents, les cornets à bouquin et divers instruments, peaux de cerfs pour les ektaras, peau de buffle pour faire des plectres et peau de biche pour le premier damphu mythique joué par les tamangs au Népal, peaux de python ( famille des Pythonidae) et pour le erhu chinois à deux cordes, peaux de lézards (Dibamidés) pour l'endongo en Ouganda ou le dotara au Bengladesh, peaux de poissons ou peaux de lapins (Oryctolagus cuniculus) pour faire des colles à bois, cuirs pour faire des tampons d'instruments de la famille des bois ; et peaux diverses pour les extrémités des baguettes de marteaux en bambous pour les instruments de musique à cordes frappées tels que les yangqins.

### Les coquilles des mollusques

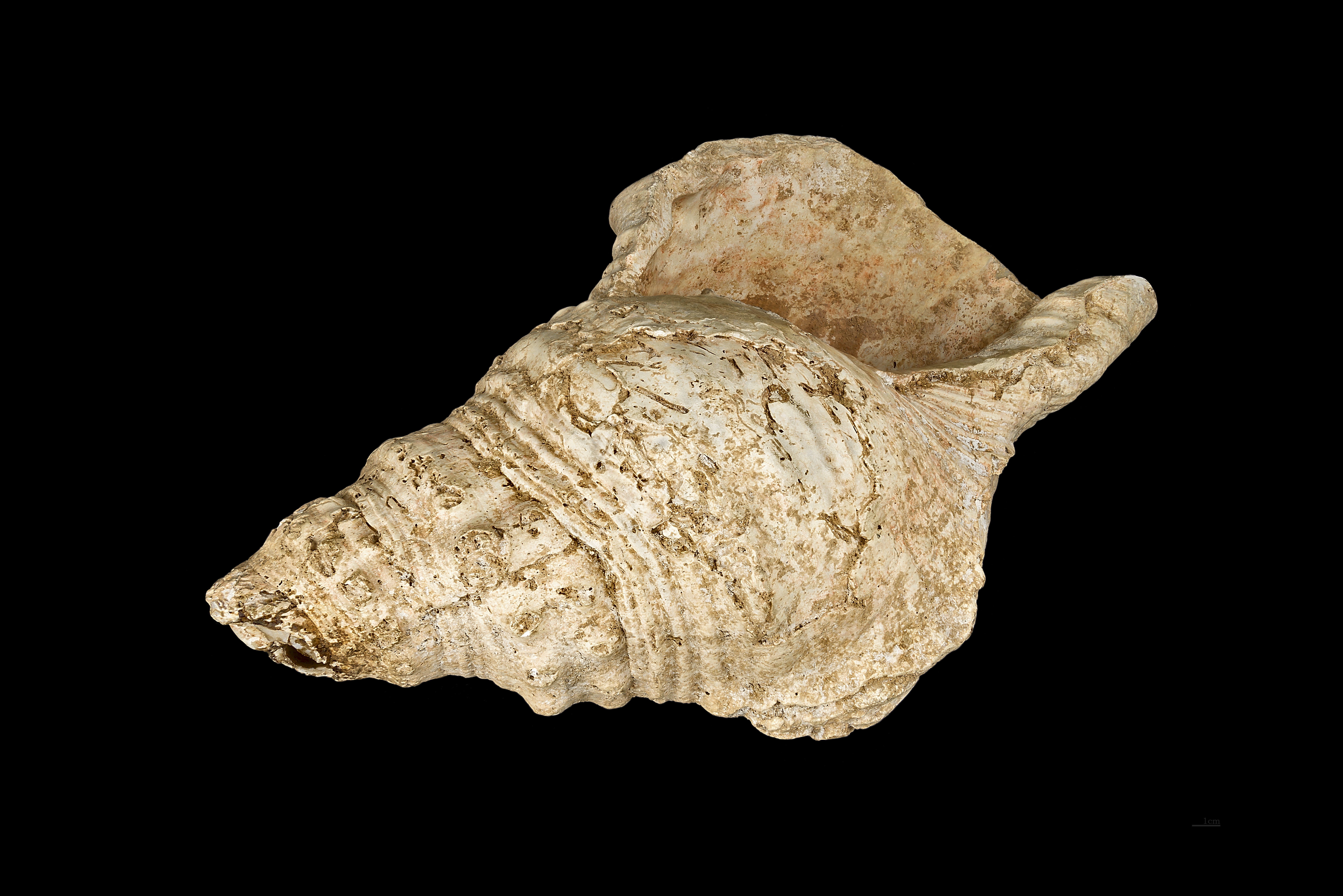
Conque de Marsoulas, percée sur la pointe,
muséum de Toulouse.

Les conques de plusieurs espèces de gastéropodes marins percées pour faire une embouchure, telles que  la conque appartenant à l'espèce Charonia lampas , un mollusque que l'on trouve encore aujourd'hui dans le golfe de Gascogne, le long de la côte occidentale de la France et de la côte septentrionale de l'Espagne  s'avère  être un instrument à vent. Il s'agit de la première trompette en coquillage du Paléolithique jamais identifiée. L'objet date de l'époque où la grotte peinte des Pyrénées a été occupée pour la première fois par des hommes du Magdalénien, il y a 18 000 ans. les lambis (Lobatus gigas) aux Antilles, mais avec de très nombreuses autres dénominations selon les pays sont utilisées lors de cérémonies religieuses, mais aussi pour donner l'alarme et maintenant notamment par des joueurs de jazz. De nombreux petits coquillages sont utilisés pour faire des sistres. De la nacre sert à décorer les touches de certains accordéons.

### Les carapaces
Les carapaces des tatous (Cingulata) pour faire autrefois des concheras, sortes de mandolines au Mexique et les caisses de résonance des charangos en Bolivie. Les carapaces de tortues pour certains instruments à cordes et leurs écailles pour sculpter différents accessoires comme les plectres.

### Les boyaux
Les  boyaux de nombreux animaux ont été utilisés pour fabriquer les cordes de divers instruments. Ceux de moutons en particulier pour les violons, violoncelles, harpes et ceux de porcs ont été utilisés davantage auparavant. Les cordes produisant les sons les plus graves sont toutefois généralement recouvertes de métaux enroulés en surface tels que l'argent, l'aluminium.

### Les sabots
Les sabots séchés des lamas (Lama glama) et des alpagas (Vicugna pacos) pour les chajchas instrument à percussion des Andes et les sabots de chèvres sont utilisés pour faire des sonnailles.

### L'ivoire

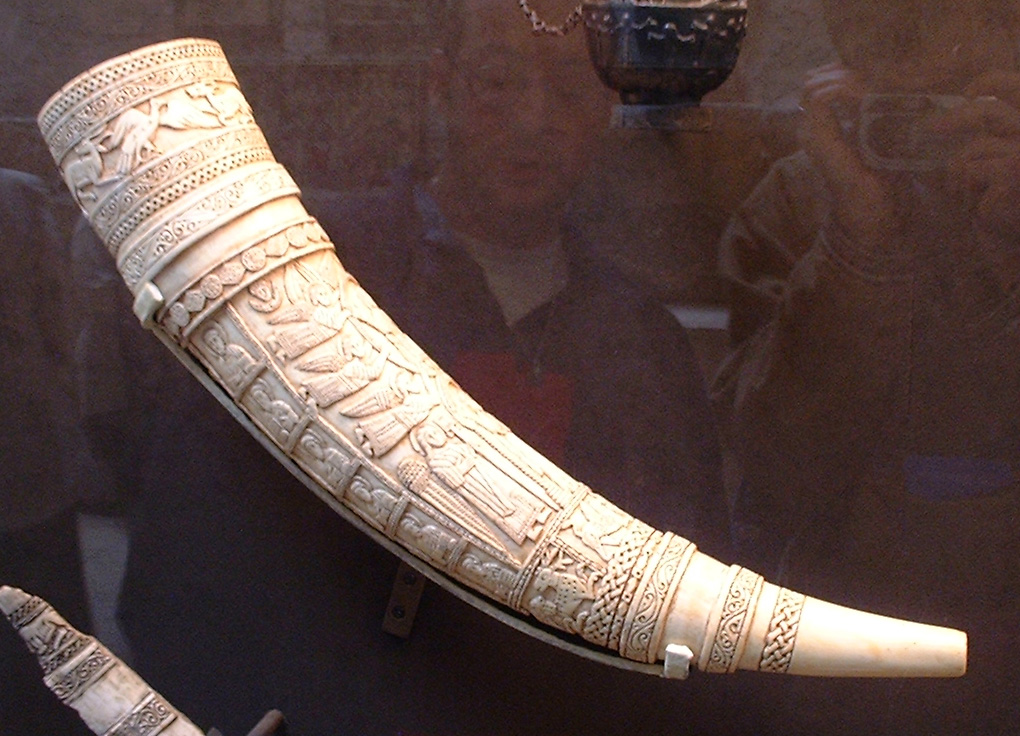
Olifant en ivoire de la fin du XIe siècle.

L'ivoire de mammouths (Mammuthus) puis d'éléphants (Loxodonta) pour certains cors comme l'olifant, les touches des pianos, l'embouchure d'instruments à vent et de nombreux accessoires de différents instruments comme les sillets…

### Les crins
Le crin de cheval pour les archets de la plupart des nombreux instruments de musique à cordes frottées et notamment le Kobyz des Kazakhs ou le Kamânche en Iran.Le crin de cheval est plus riche en kératine, ce qui le rend plus résistant  que la plupart des autres crins.

### Les ongles
Les joueurs de guitare, de mandoline et de divers instruments peuvent utiliser leurs ongles (ou de faux ongles) pour « gratter les cordes ».

### Les plumes
L'axe basal (calamus) des plumes de corbeaux ou de vautours pour les plectres dans les sautereaux des clavecins, Une plume pour améliorer la vibration de la corde du lesiba (type d'arc à bouche du Lesotho).

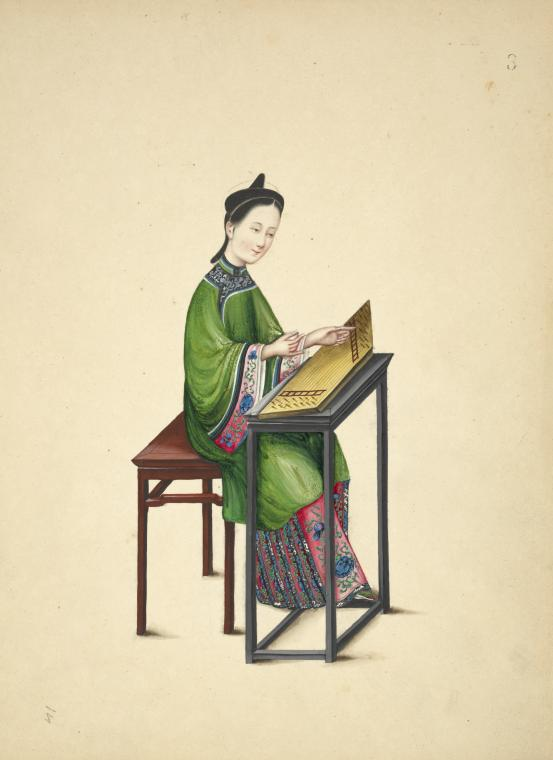
Joueuse de zheng dont les cordes sont en soie

### Les poils
Le feutre utilisé notamment pour les marteaux des pianos est généralement fabriqué avec des poils de différents animaux (castors, moutons, chameaux…).

### Les soies
Les soies de sangliers (Sus scrofa) pour les sautereaux des clavecins.

### La soie
La soie produite par le ver à soie (Bombyx du mûrier) est utilisée pour certaines cordes des kamânches ou dans le passé des pipas en Chine.

### La cire d'abeille
Mélange de cire et de propolis produites par des abeilles sauvages (Anthophila) en Australie utilisé autour de l'embouchure des didjeridoos pour faciliter la respiration circulaire nécessaire.

### Le péricarde

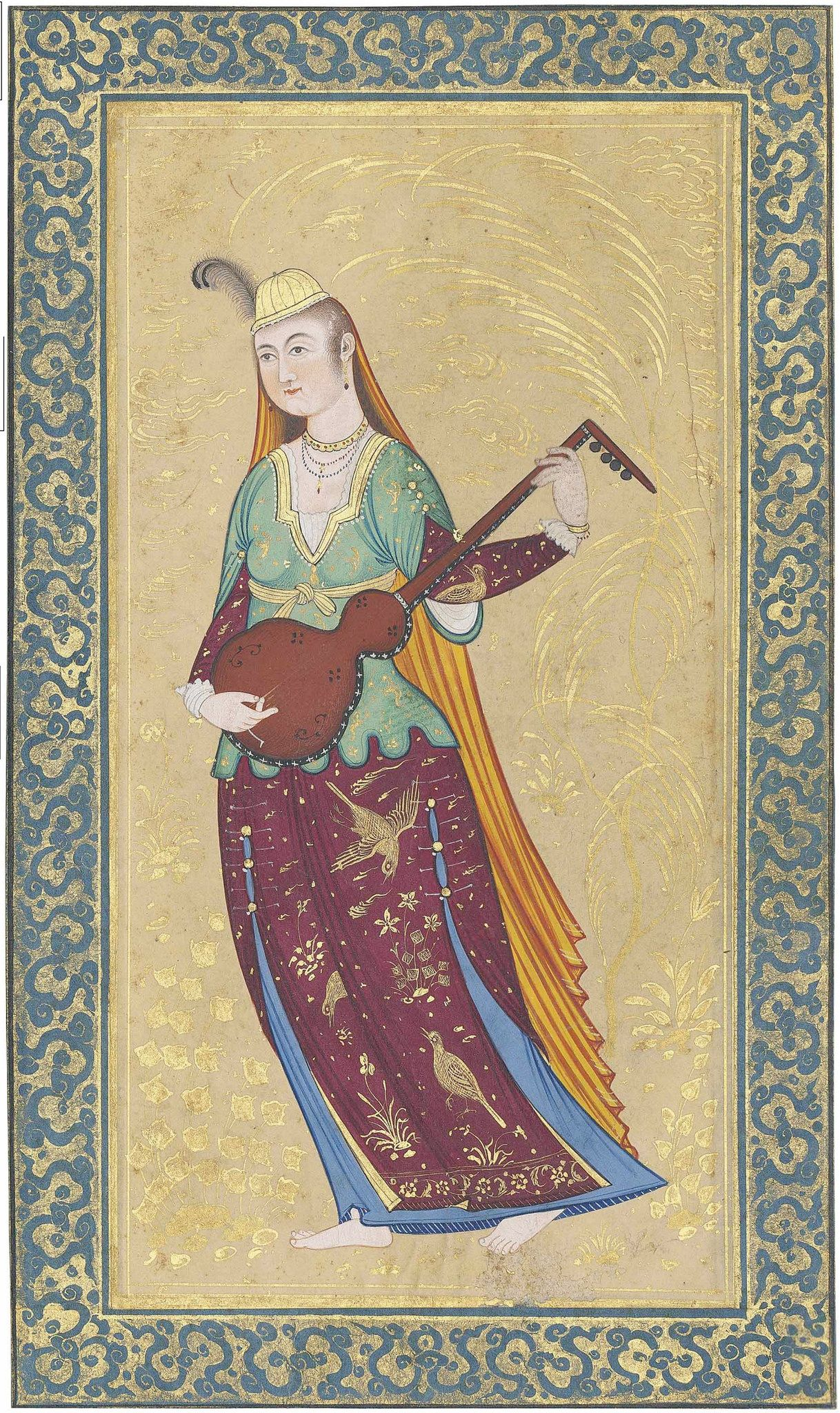
Une femme joue du tar, une miniature de l'Iran Qajar dans un style safavide

Le péricarde de taureau, ou de veau, pour fermer la caisse du tar en Azerbaïdjan.

### Divers produits d'origine animale
- Des déchets de poissons pour faire de la colle à bois.
- De la gomme-laque extraite des secrétions de certaines cochenilles du genre Kerria lacca pour faire des vernis utilisés en lutherie et en particulier les disques 78 tours.
- De la cire utilisée pour faire des petites boules placées au bout de la tige de certaines guimbardes telle que l'ankuoc au Cambodge.
- Des membranes d'oothèques d'araignées (Araneae) pour donner de la vibration aux sons des calebasses des « ncegeles » (sortes de xylophones équipés de calebasses pour augmenter leur résonance) utilisées pat les communautés Sénoufos au Mali, au Burkina Faso et en Côte d'Ivoire[51].

## Minéraux

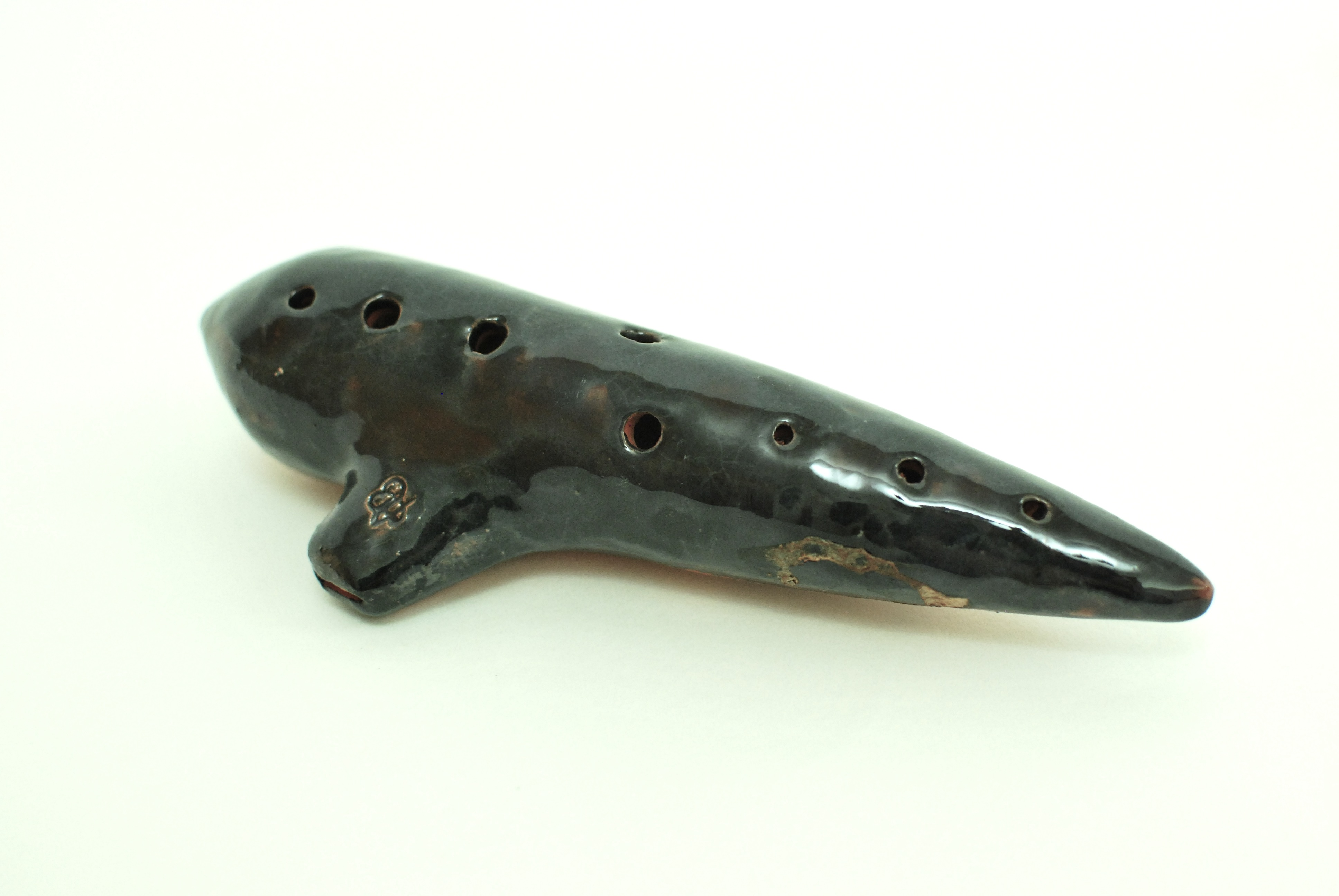
Ocarina en céramique émaillée au Musée de la musique de Barcelone.

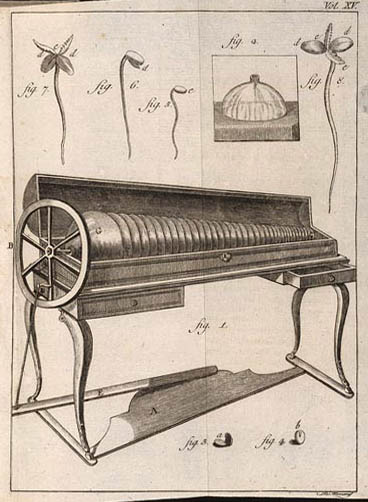
L'harmonica de verre de B. Franklin dans une édition italienne de ses lettres à Beccaria (Milan, années 1770).

### Les pierres
Toutes sortes de pierres étaient probablement utilisées depuis des millénaires pour faire des sons puis pour toutes sortes de lithophones. Les sons peuvent être produits en par grattages, par percutions, par frictions ou par entrechocs. Certains minéraux tels que les phonolites et les feldspathoïdes ont des propriétés acoustiques remarquables.
- La calcite des stalactites et des stalagmites étaient utilisées par les hommes préhistoriques dans les cavernes ou les « pierres à voix », pierres polies cylindriques d'environ 80 à 100 cm de long frappées avec des maillets[52].
- Les pierres sonnantes sont un ensemble de roches dites « amphibolites» qui ont la particularité de donner un son métallique lorsqu’on les frappe  avec une autre pierre.
- La dolérite est également une roche dite sonnante.
- De petits cailloux ou des morceaux de lave durcie pour sonoriser les  bâtons de pluies et les maracas.
- Le bianqing est un carillon chinois composé de pierres plates, en forme de L, de différentes tailles frappées avec un maillet. Les pierres utilisées peuvent être en marbre, en néphrite et en jade. Des ensembles de seize pierres étaient utilisés dans les orchestres rituels confucéens

### L'argile
Les mayas fabriquaient des sifflets de différentes formes pour faire de la musique lors de leurs cérémonies avec de la terre cuite faite d'argile (silicates ou aluminosilicates hydratés). La céramique ou la faïence à base de terre cuite sont utilisées pour fabriquer des ocarinas, des xuns autrefois en Chine, des fūrins (sortes de carillons japonais), et des flûtes, des caisses de petits tambours comme les diplipitos en Georgie ou le jahl qui est un pot en argile pour le fjiri au Bahreïn…
- La porcelaine en kaolin pour certaines flûtes traversières[54].

### L'ardoise
Le schiste qui compose les ardoises est réduit en poudre qui ajoutée à de la gomme-laque (produit d'origine animale) avec un peu de cire déposé sur une base de coton (végétale) pour fabriquer des disques 78 tours

### Le talc

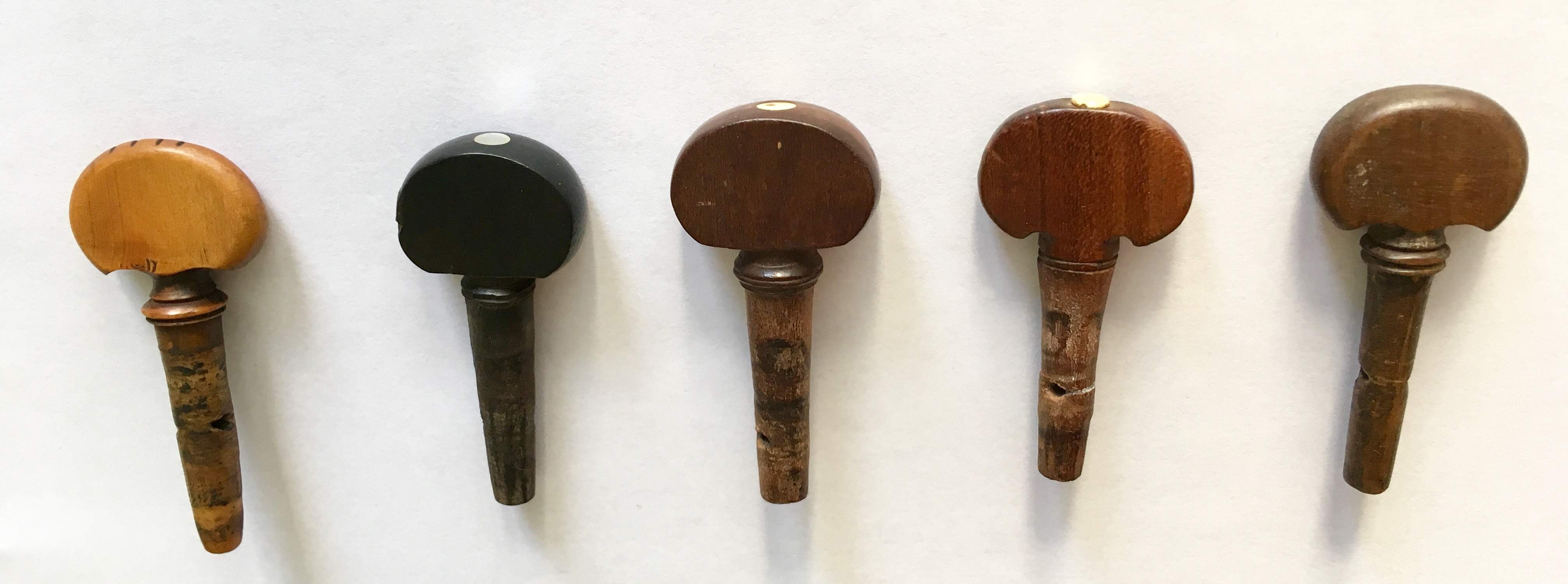
Chevilles de violons devant être lubrifiées avec divers minéraux.

Du talc, qui est du silicate d'aluminium (Mg3Si4O10(OH)2), peut être utilisé comme lubrifiants pour mieux faire tourner les chevilles afin de tendre les cordes des instruments tels que les violons.

### Le savon
Du savon, obtenu par réaction d'un corps gras avec de l'hydroxyde de sodium ou de potassium pour la même utilisation que ci-dessus.

### Le graphite
Le graphite qui est une des formes de cristallisation du carbone peut aussi être utilisé pour le même usage que ci-dessus.

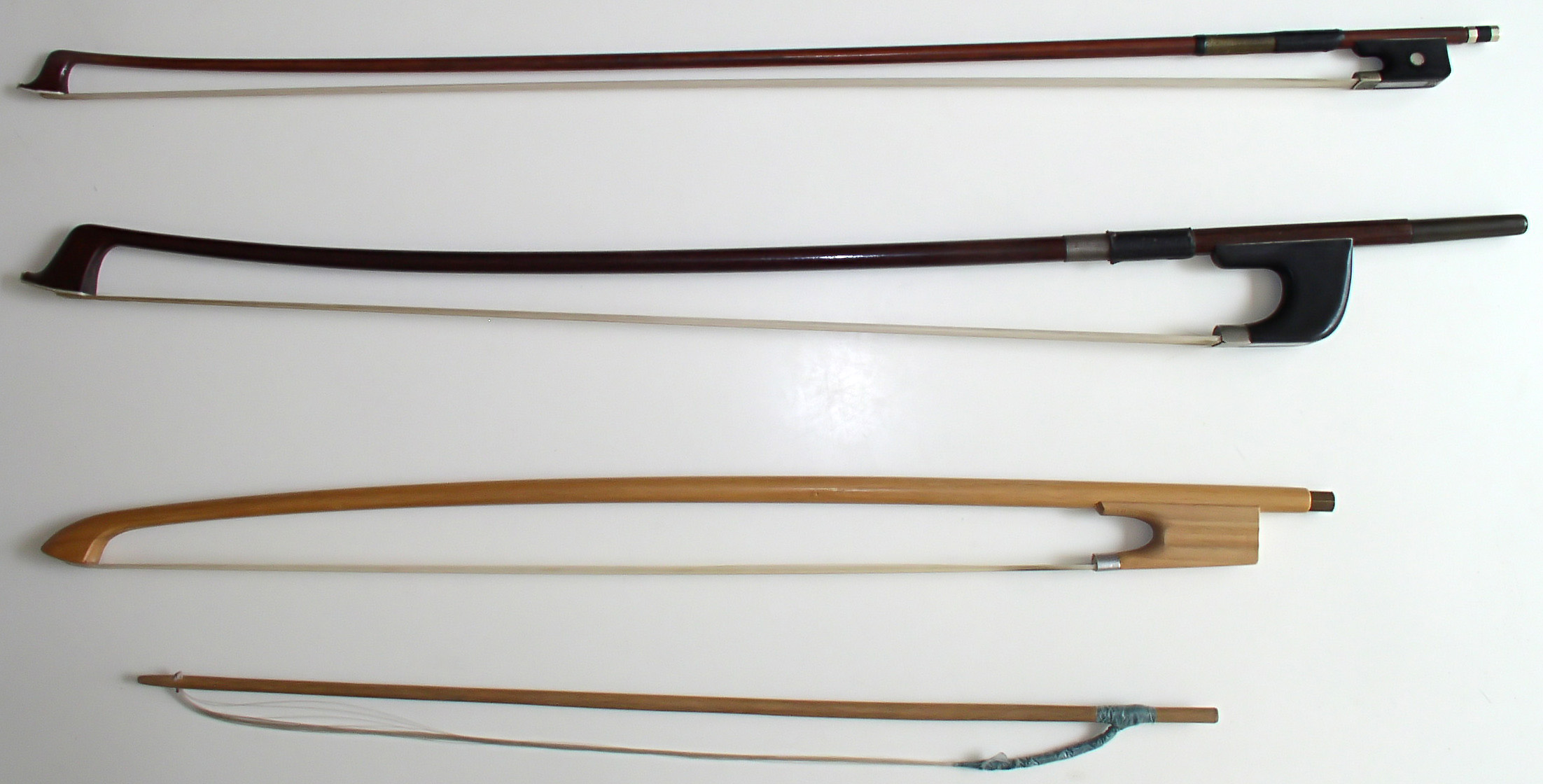
Archet de violoncelle (parfois en fibre de carbone).

### Les fibres de carbone
Les fibres de carbone pour remplacer le pernambouc, devenu rare, pour les archets.

### Le diamant
Le diamant, obtenu par haute pression du carbone, utilisé pour fabriquer les meilleures pointes ou aiguilles de lecture des tourne disques en vinyle.

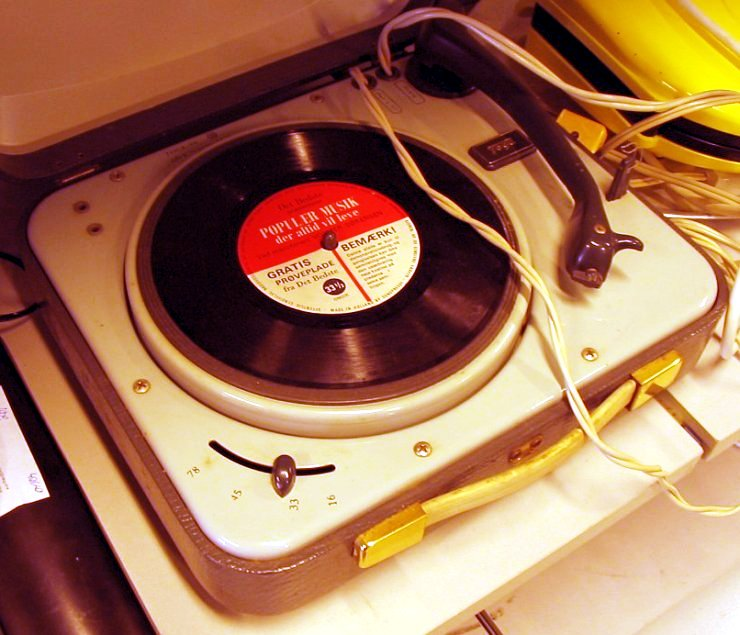
Tourne disque à aiguille.

### Le saphir
Le saphir, formé d'anhydre cristallisée (Al2O), utilisé pour le même usage que ci-dessus.

### Le verre
- Du cristal (verre en dioxyde de silicium enrichi en plomb) pour des verres à vin et un harmonica de verre.
- Du verre avec des bouteilles utilisées comme instruments de musique.
- Du verre pour des bottlenecks utilisés sur les guitares pour jouer le blues aux États-Unis et certains carillons à vent.
- De la fibre de verre pour faire des futs de différentes sortes de tambours ou certaines anches de cornemuse.

### La craie
Le (blanc de Meudon) sorte de craie (faite de carbonate de calcium (CaCO3) pour la fabrication de la popote utilisée par les luthiers pour l'entretien des instruments de musique à cordes.

## Métaux

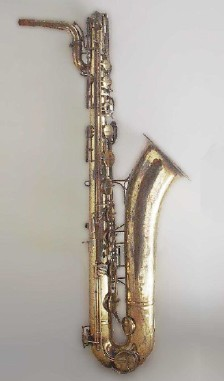
Saxophone baryton en laiton.

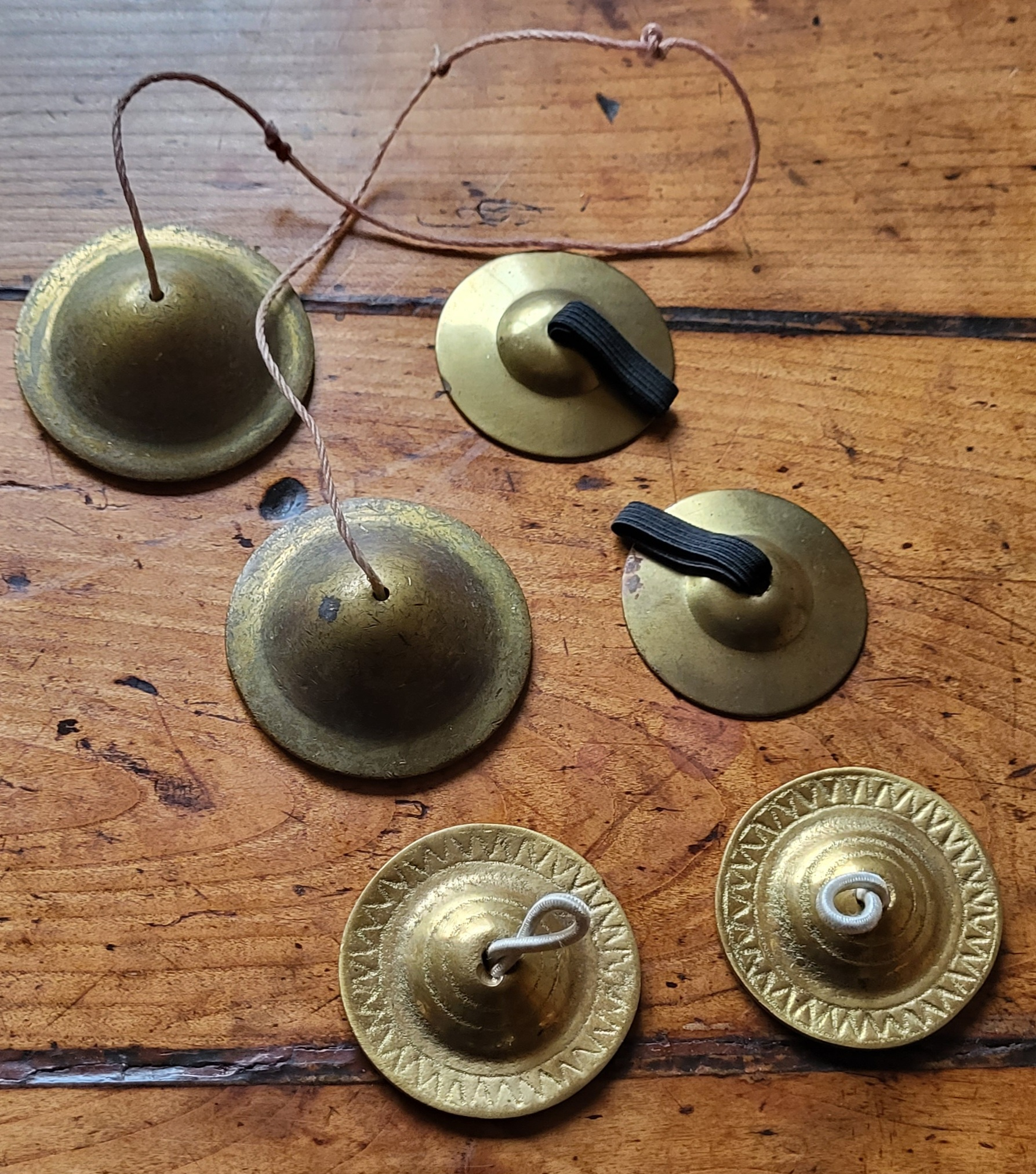
Différents types de cymbales à doigts en bronze, en laiton ou en B8 ou en fer battu pour des qraqebs et des crotales très anciens.

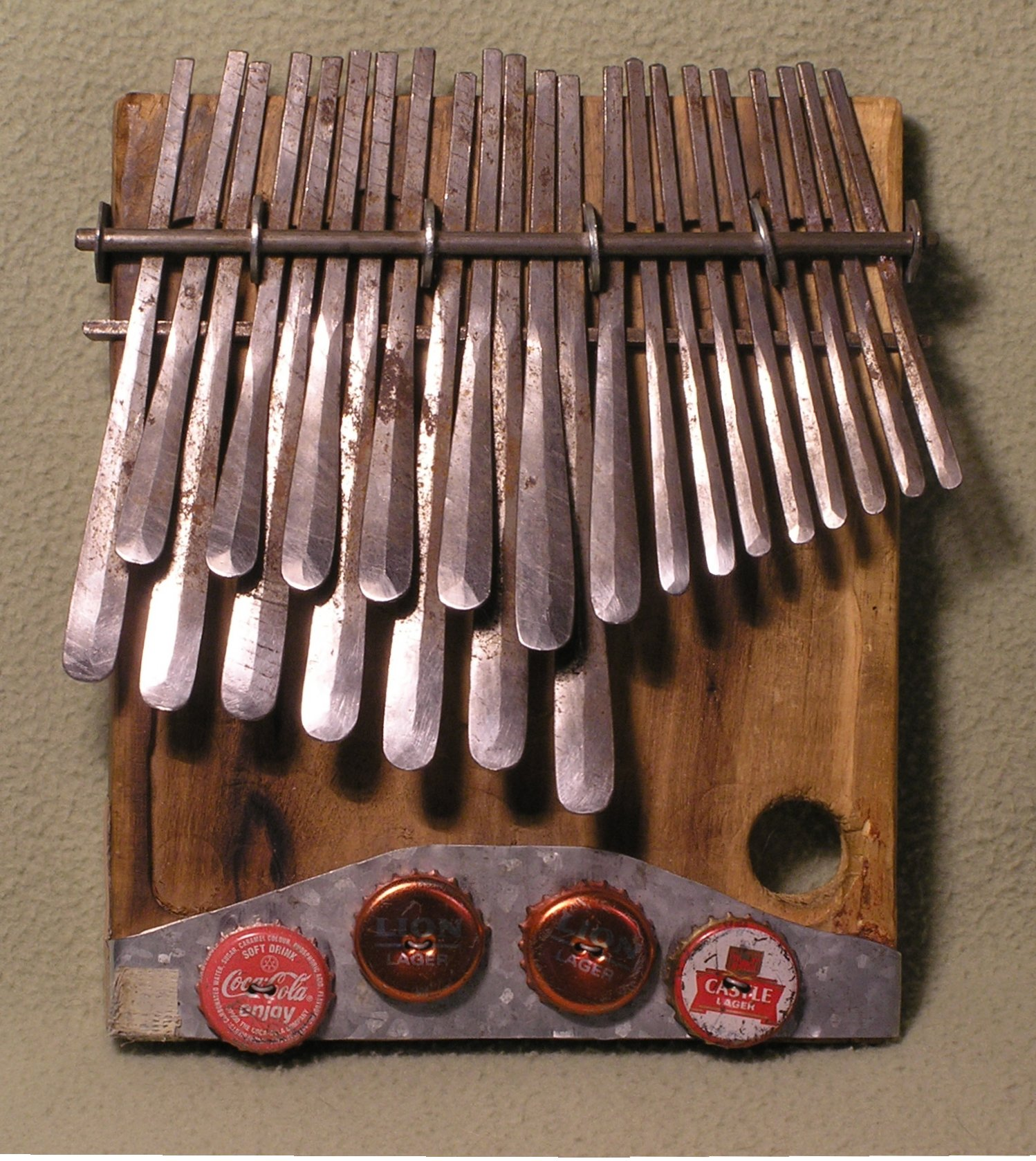
Mbira du Zimbabwe.

Les métaux sont utilisées pour divers instruments idiophones : metallophones,  rhombes, triangle, gongs, agungs en Asie, cloches, cloches à vaches (cowbell), clochettes, sonnailles, crotales, tongue drum, agogô ou gongué en Afrique, guimbardes, cymbales, pour des fûts comme caisses de résonance, ainsi que pour des instruments de la famille des cuivres et des bois.
De très nombreux accessoires sont souvent métalliques : cordes pour pianos et guitares, anches pour les saxophones, lamelles pour les harmonicas, les accordéons, les guimbardes, les diapasons, les clés de réglage et frettes pour la tension des instruments à cordes, pédales pour les pianos et les harpes…
Les métaux utilisés sont nombreux : cuivre, zinc, nickel, fer, étain, plomb, argent, or…
Mais le plus souvent il s'agit d'alliages de deux ou plusieurs métaux :

### L'acier
L'acier (à base de fer et d'un peu de carbone) pour les cordes de guitare, de pianos et de harpes, la scie musicale, les diapasons,  les (cuillères), les lames ou les lamelles vibrantes des harmonicas, des guimbardes, des accordéons et les pans faits de bidons transformés en tambours à multiples facettes. Ce métal est aussi utilisé pour fabriquer différentes sortes de cloches parfois de petites dimensions que l'on joue en les tenant par la main comme les apituas et les agogôs en Afrique puis au Brésil. Les singulators », sortes de guitares fabriquées à partir de l'acier provenant de vieilles voitures recyclées par (en) Charlie Nothing aux États-Unis. Pour les cabasas, au Brésil ou à Cuba, des chaines de billes d'acier sont enroulées autour d'un cylindre en bois. Le « garandro », qui signifie « métal » en shimaore et kibushi, désigne une famille d’idiophones divers tels qu'un plateau de métal (patsu), une plaque de four, un tambour de machine à laver.

### L'aluminium
L'aluminium pour les résonateurs de certains vibraphones…

### L'argent
L'argent et l'or pour la tête et le corps de certaines flûtes traversières mais aussi pour faire des revêtements ou des plaquages de divers instruments. Ces plaquages sont réalisés pour l'esthétique et pour la conservation. Ils peuvent être fait avec un alliage de métaux. Pour les instruments de musique le plaquage or 14 k est fréquent.

### Le bronze
Le bronze et l'airain sont des alliages constitués de cuivre et d'étain ainsi que de zinc et de plomb, et parfois d'arsenic pour les cloches, les cymbales et les gongs. Et encore le bronze comme anche simple pour la musette Béchonnet (sorte de cornemuse de l'Auvergne).

### Le cuivre
Le cuivre pour de nombreux instruments à vent mais aussi pour gainer les cordes en acier des pianos afin de les alourdir pour obtenir des notes plus graves.

### La fonte
La fonte à base de fer et de plus de 2 % de carbone pour les cadres des pianos.

### Le fer
Le fer pour faire différents types de lamellophones comme les mbiras (orgues à pouce) dans de nombreux pays d'Afrique subsaharienne, des fûts de tambours, caisses claires, surdos et repinique au Brésil, pour le hang (ou handpan). Au Cap-vert pour faire les ferrinhos (barres de fer frottées). 
Mais aussi le fer mélangé à de la farine pour faire une pâte, nommée « suru » servant à faire une pastille noire, la « shyahi », des tablas…

### Le fer-blanc
C'est une tôle d'acier doux ou extra doux, de faible épaisseur et recouverte d'étain sur les deux faces. Il est utilisé pour faire des boites de conserves dont les couvercles sont utilisés pour faire différents instruments comme les cymbalettes pour certains tambours sur cadre tels que les dafs.

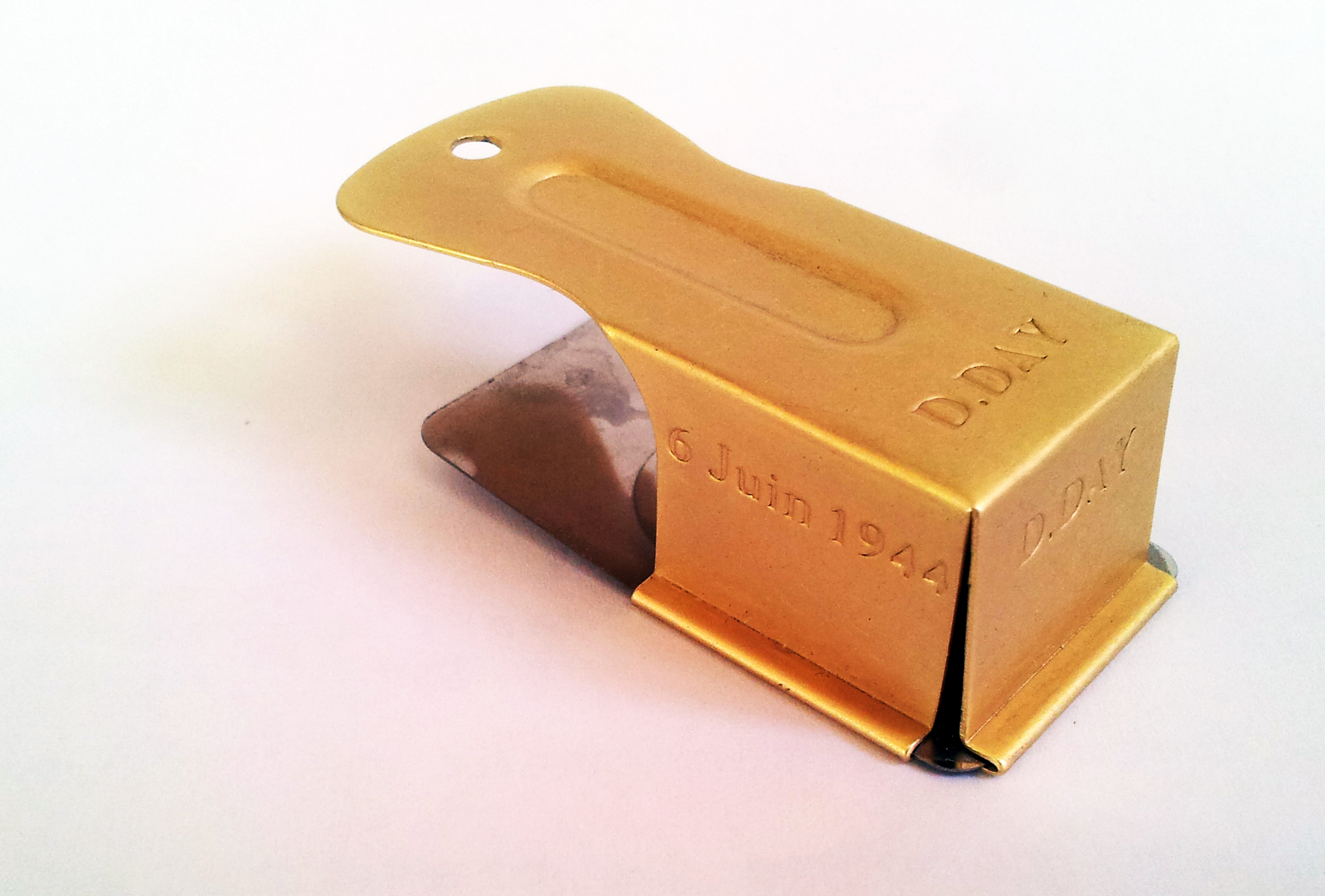
Reproduction du « cricket » en laiton utilisé le jour J.

### Le laiton
Le laiton est un alliage fait principalement de cuivre et de zinc qui est généralement utilisé pour les instruments de la famille des cuivres (cor, cornet, trompette, trombone, clairon, bazooka, hélicon, tuba, ophicléide,…) et les saxophones. Mais aussi pour le « cricket », petit clapet utilisé comme signe de reconnaissance par les parachutistes lors de la seconde guerre mondiale.

### La magnétite
La magnétite, alliage composé principalement d'oxydes de fer est utilisé pour fabriquer les "klangoliven" , qui émettent des bruits de chocs rapides lorsqu'on les lancent en l'air.

### Le maillechort

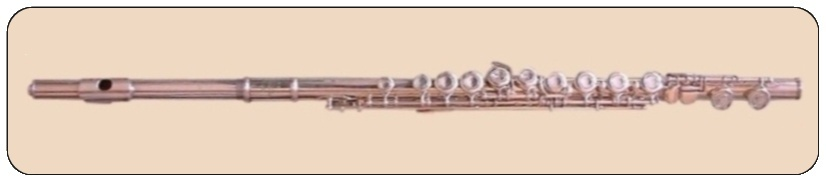
Flûte traversière moderne en maillechort.

Le maillechort est un alliage de cuivre, de nickel et de zinc qui offre une bonne résistance à la corrosion, et qui est utilisé pour la plupart des flûtes traversières d'entrée de gamme et certains cuivres.

### Le nickel
Le nickel pour certaines cordes de guitare.

### Le plomb
Le plomb pour le tambour d'océan dans lequel des billes de plomb roulent dans un cadre pour imiter le bruit de l'océan.

### Le titane

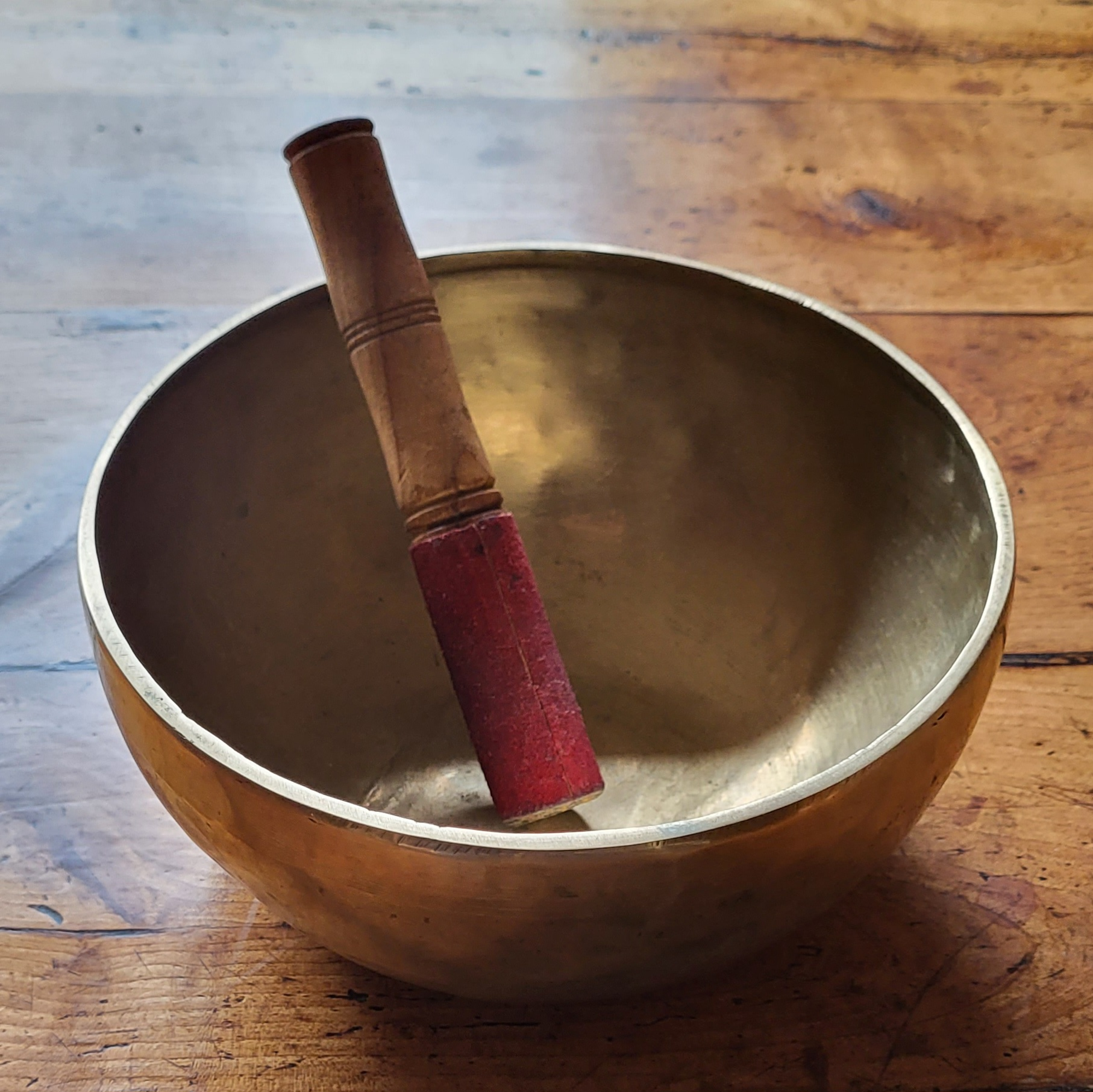
Bol tibétain ou bol chantant.

Le titane pour certaines cordes de guitare.

### Les alliages complexes
L'ashtadhatu composé de huit métaux (or, argent, cuivre, zinc, plomb, étain, fer et mercure) pour des clochettes rituelles en Inde.
- Les bols tibétains en bronze ou en laiton mais dont certains sont composés de sept métaux (or, argent, étain, cuivre, fer, plomb et mercure).
- Un alliage d'étain et de plomb et le plus souvent de zinc et de cuivre pour les tuyaux d'orgue.
- Le B8 comprenant 8 % d'étain ou encore le B20 pour les cymbales.

## Plastiques

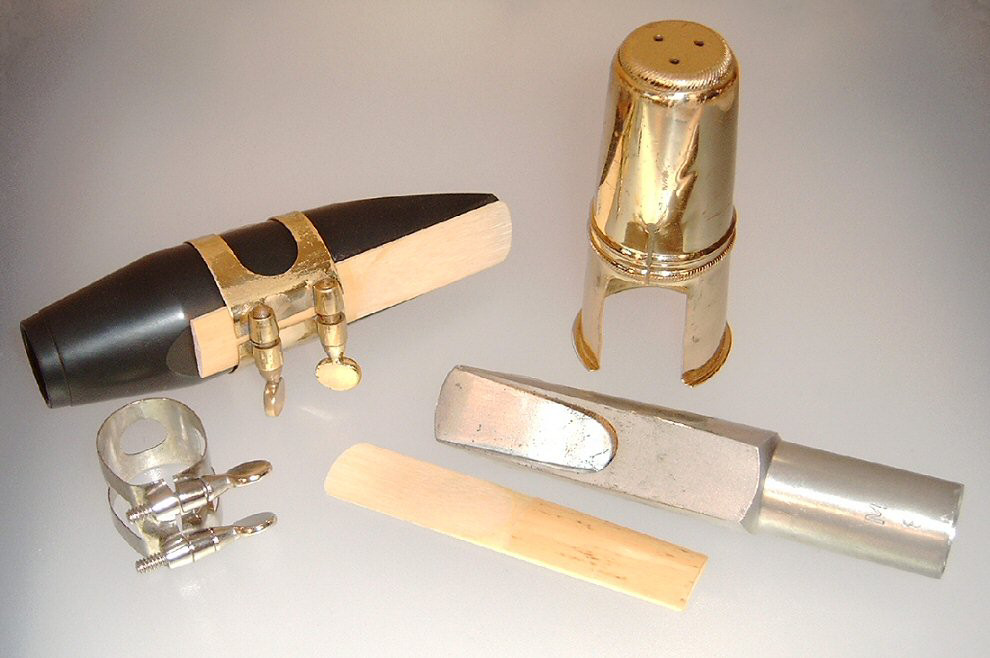
Becs en ébonite, anches en roseau ou en plastique, ligatures, et protège-bec de saxophone ténor.

### Le nylon
Le nylon pour les cordes de guitare et de divers instruments à cordes.Utilisé aussi à la place de peaux, car plus résistant, pour des tambours modernes comme le tamborim.
et pour des balais à la place de métal pour faire un son plus doux.

### L'ébonite   et l'ébonol
L'ébonite (matériau dur résultant de la vulcanisation du caoutchouc avec une forte proportion de soufre) pour les becs de clarinettes et de saxophones. L'ébonol qui se substitue à l'ébène (Diospyros sp.) pour divers instruments à cordes et à vent ; et plus particulièrement pour les touches sans frettes des guitares électriques. Il est plus facile à travailler que l'ébène et n'a pas de fils.

### Le polyuréthane aliphatique
Le polyuréthane aliphatique pour des violons et violoncelle.

### Le polypropylène
Le polypropylène peut être utilisé pour les résonateurs des xylophones.

### Le kevlar
Le kevlar en remplacement des peaux pour faire des tambours comme les djembes en Afrique et les dohols dans de nombreux pays asiatiques.

### Le Gore-tex
Le Gore-Tex pour les poches de certaines cornemuses en plus des peaux de bêtes.

### La bakélite
La bakélite, les polycarbonates, le Delrin, les acétates et d'autres matières plastiques pour de nombreux accessoires tels que les plectres et les mediators, les anches de clarinette, de saxophone et de cornemuse en remplacement du roseau, les corps ou des pièces complémentaires de divers instruments (chevilles, chevalets, touches de pianos, ornements…).

### Le celluloïd
Le celluloïd et le caoutchouc pour les premiers disques avant la gomme laque pour les 78 tours suivis par le vinyle pour fabriquer les disques microsillons 33 tours ou 45 tours par minute.

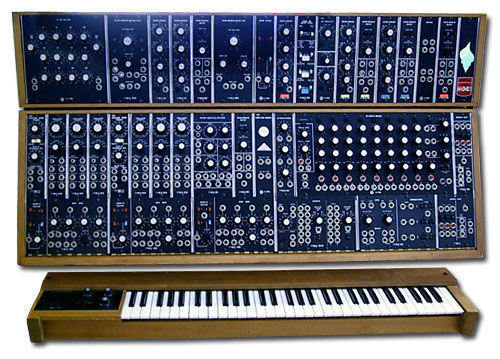
Synthétiseur Moog de 1975.

### Diversesmatières plastiques
Des matières plastiques telles que la résine ABS, le plexiglas (Twaalfhoven) ou l'ivoirine pour les pipeaux, les flûtes à bec et de très nombreux jouets servant d'instruments de musiques pour les enfants…
Pour les corps de clarinette, les industriels ont utilisé également des matériaux synthétiques brevetés faciles à usiner comme le Resonite, le Resotone avant de se tourner vers l'ABS.

## Autres

### L'eau
- L'eau (H2O) : en frappant une surface d'eau comme la musique des eaux du Vanuatu[61].
- Différents modèles d'hydraulophones permettent de faire de la musique sur le même principe que des instruments de la famille des bois. Les tambours d'eau idiophones ou membranophones utilisés pour des cérémonies, fabriqués avec des calebasses évidées, dont l'une est remplie, et joués généralement par des femmes dans différents pays d'Afrique de l'Ouest mais aussi traditionnellement par des tribus indiennes sous différents noms en Amérique, ou encore en bois évidés avec ou sans membranes dans différents pays et qui produisent des sons assez sourds[62].
- Le jaltarang indien pour lequel sont utilisés de nombreux bols de porcelaine remplis d'eau qui permettent de composer des mélodies variées.
- L’eau (ou la salive) est utilisée pour humidifier, avant d’en jouer, les anches doubles des instruments de la famille des bois tels que le hautbois et le basson.

### Métamatériaux acoustiques
- Des métamatériaux acoustiques sont étudiés et fabriqués pour améliorer l'ampleur et la qualité des sons. Ces métamatériaux peuvent être à base de plomb, de silicone et d’époxy.
- Pour l’isolation phonique (ou acoustique), utile pour les salles de concert et les musiciens, divers matériaux spécifiques peuvent être utilisés.

### Les composants électroniques
- De nombreux composants électroniques pour différents générateurs ou synthétiseurs de musique, amplificateurs et haut-parleurs, (claviers, orgues, etc.) dès 1920 pour la thérémine, puis les ondes Martenot en 1928 et toutes sortes de synthétiseurs de sons notamment l'ondioline et surtout les différents modèles de Moog[63]. Les circuits intégrés utilisés comprennent des semi-conducteurs et des puces électroniques fabriqués avec différents matériaux tels que le silicium, l'aluminium, le cuivre, l'étain. Mais aussi d'autres composants semi-conducteurs comme le germanium, l'arséniure de gallium et le carbure de silicium.
- Les ordinateurs sont maintenant souvent utilisés pour créer de nouvelles musiques de manière dirigée par l'homme mais aussi de manière aléatoire comme dans la musique stochastique

### Divers autres matériaux
D'autres matériaux déjà cités ou complémentaires sont nécessaires pour fabriquer d'autres matériels tels que les haut-parleur et les casques, les cartes son, les consoles de mixage et les claviers MIDI utilisés pour amplifier les sons produits par les innombrables instruments de musique,...